# Không chiến tại Anh Quốc
Cuộc Không chiến tại Anh Quốc (tiếng Anh: Air battle for England hay Air battle for Great Britain) là tên thường gọi của một cuộc không chiến dai dẳng giữa Đức Quốc xã và Anh Quốc vào mùa hè-thu năm 1940 trong Chiến tranh thế giới thứ hai. Sau khi xâm chiếm Pháp thành công, Lãnh tụ Đế chế Đức Adolf Hitler và Bộ Tư lệnh Tối cao Đức đã mở một chiến không quân tấn công Anh, nhằm mục tiêu giành lấy ưu thế trên không trước Không quân Hoàng gia Anh, nhất là đối với lực lượng tiêm kích, mục đích là làm suy yếu sức kháng cự của Anh, mở đường cho cuộc đổ bộ của hải quân và lính dù Đức trong Chiến dịch Sư tử biển theo sau đó, buộc Anh phải đầu hàng hoặc ít nhất xin ký hòa ước và rút ra khỏi chiến trường châu Âu. Nhất là từ sau những thắng lợi ban đầu của lực lượng Không quân Đức, người Đức đã tin rằng điều này nhất thiết sẽ diễn ra. Tên chính thức của trận chiến này là Battle of Britain - Trận chiến nước Anh (tiếng Đức: Luftschlacht um England hay Luftschlacht um Großbritannien) trích từ một lời nói trong bài diễn văn trước Hạ Nghị viện của thủ tướng Anh Winston Churchill: "Trận chiến nước Pháp đã kết thúc. Tôi chờ đợi Trận chiến nước Anh sắp bắt đầu...". Và, dù có những mất mát lớn, nước Anh đã giành chiến thắng trong chiến dịch này, làm nên một bước ngoặt cho nước Anh trong cuộc Đại chiến thế giới lần thứ hai.
Trận chiến nước Anh là chiến dịch quân sự lớn đầu tiên được thực hiện hoàn toàn bằng lực lượng không quân. Trước đó, chưa bao giờ có cuộc oanh tạc và đụng độ trên không lâu dài và ác liệt như thế. Từ tháng 7 năm 1940, những đoàn tàu vận tải duyên hải và trung tâm hàng hải, như Portsmouth là những mục tiêu chính; nhưng một tháng sau đó Luftwaffe đã chuyển hướng tấn công vào các sân bay và cơ sở hạ tầng của không quân Anh. Đến khi cuộc giằng co kéo dài, Luftwaffe nhằm cả vào những nhà máy sản xuất máy bay và cơ sở hạ tầng trên mặt đất. Cuối cùng Luftwaffe quay sang các khu vực có ý nghĩa chính trị để tiến hành chiến thuật ném bom khủng bố, mở cuộc oanh tạc rầm rộ vào thủ đô và các thành phố lớn của đối phương.
Không quân Đức sau cùng đã phải bỏ dở chiến dịch, sức mạnh chiến đấu của không quân Anh và sức chịu đựng dũng cảm của nhân dân Anh đã được thể hiện. Nền Đệ tam Đế chế Đức đã không thể hoàn thành được mục tiêu của mình: ít ra thì nước Anh vẫn tiếp tục chiến đấu. Đây là thất bại đầu tiên của quân đội Đức và là một bước ngoặt quan trọng lịch sử Chiến tranh thế giới thứ hai. Nước Anh xem đây là một thắng lợi quyết định, và thực chất thì chiến thắng này quả là quyết định đối với họ, nước Anh đã thoát khỏi nguy cơ bị quân Đức đổ bộ xâm chiếm. Mặt khác, chỉ trích Bộ Tư lệnh Tiêm kích Đức với thất bại lớn này là điều khó, bởi lẽ tình hình cho thấy họ không dễ gì ra quyết định cả. Chiến thắng này còn dẫn đến sự tiếp tục tham chiến của nước Anh trong Trận chiến Đại Tây Dương và vai trò quan trọng của Anh trong Trận Normandie vào năm 1944. Như một trong những trận giao chiến quan trọng trong lịch sử, chiến thắng này cũng được xem là một trận phòng không mẫu mực vào thế kỷ 20. Với ý nghĩa của mình, thắng lợi của Không quân Anh trong trận chiến này có thể được xem là một thành công lớn trong cuộc chiến chống chủ nghĩa phát xít ở Tây Âu.

## Bối cảnh

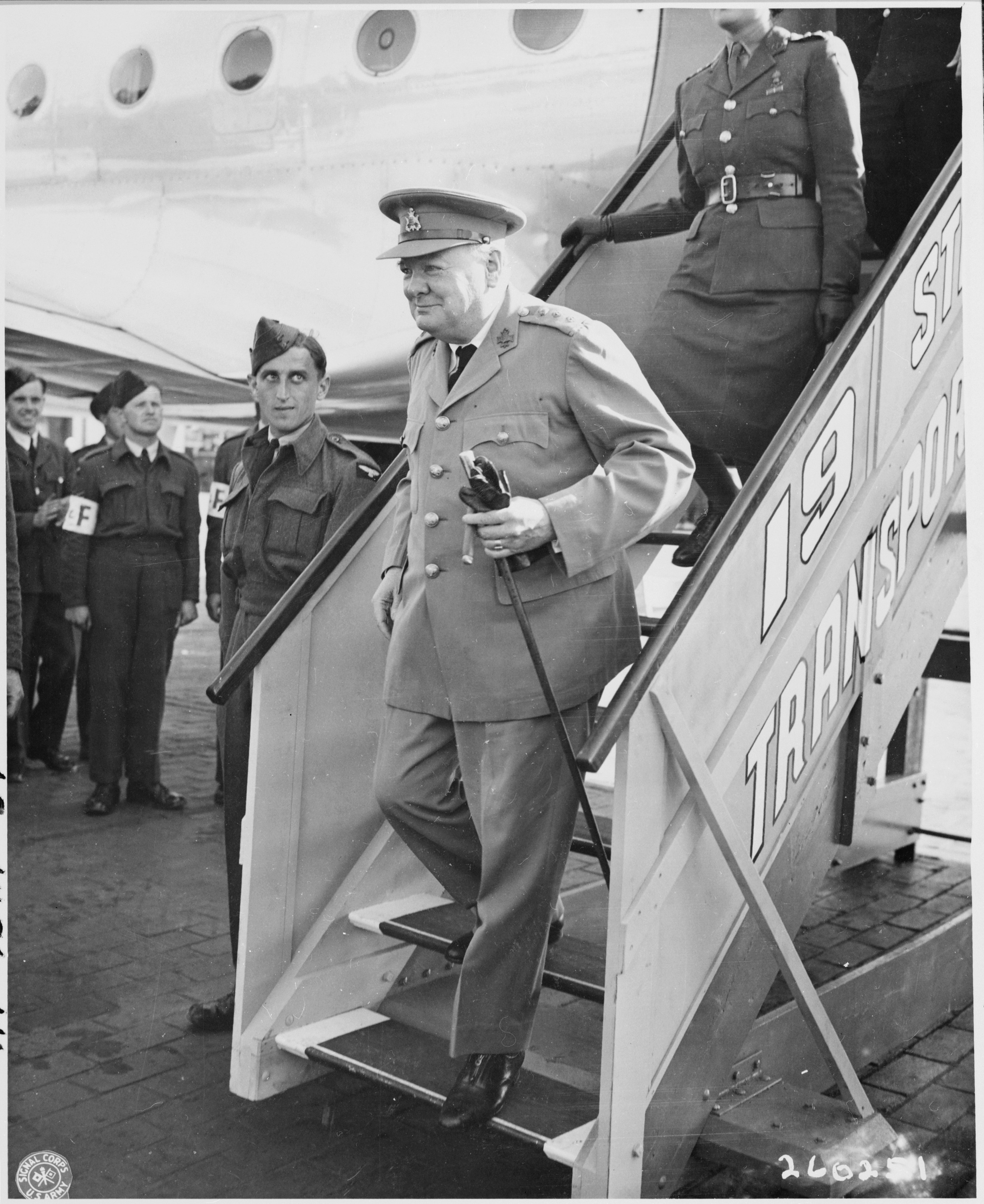
Thủ tướng Anh Winston Churchill

Trong giai đoạn đầu của cuộc Chiến tranh thế giới thứ hai, các cuộc tiến công của Đức trên lục địa đã giành nhiều thắng lợi với sự hỗ trợ đắc lực của lực lượng không quân Luftwaffe hùng hậu. Ngày 10 tháng 5, Đức Quốc xã bắt đầu cuộc xâm chiếm nước Pháp, và cùng ngày hôm đó Winston Churchill lên nhận chức thủ tướng Anh. Bộ tư lệnh Tiêm kích RAF lúc này vô cùng thiếu thốn các phi công có kinh nghiệm và máy bay, nhưng bất chấp phản đối của tư lệnh không quân Hugh Dowding là nên giữ không quân phòng thủ trong nước để bảo toàn lực lượng, Churchill vẫn phái các đội bay tiêm kích tới hỗ trợ các chiến dịch tại Pháp, và tại đó RAF đã chịu thiệt hại nặng nề.
Sau một chuỗi những thắng lợi rực rỡ, nước Đức Quốc xã đã thôn tính được phần lớn lãnh thổ Trung và Tây Âu từ Ba Lan đến Pháp, cùng với Đan Mạch và Na Uy. Sau khi cuộc sơ tán khỏi Dunkirk kết thúc và nước Pháp đầu hàng ngày 22 tháng 6 năm 1940, Adolf Hitler tập trung chú ý chủ yếu vào khả năng tấn công xâm lược Liên Xô, ông ta hy vọng có thể đàm phán hòa bình với nước Anh, và đã không tiến hành chuẩn bị cho cuộc tấn công đổ bộ lên bờ biển đối phương khi tin rằng nước Anh, đã bị đánh bại trên lục địa và không còn đồng minh ở châu Âu, sẽ nhanh chóng đi đến thỏa hiệp. Mặc dù Bộ trưởng ngoại giao Huân tước Halifax và một bộ phận công chúng Anh cùng những cảm tính chính trị thiên về một cuộc đàm phán hòa bình với nước Đức, Winston Churchill, người mới nhận chức Thủ tướng, cùng đa số thành viên nội các của ông ta đã từ chối việc xem xét đình chiến với Hitler. Thay vào đó, Churchill, với tài hùng biện của mình, đã vận động tinh thần dân chúng chống lại sự thỏa hiệp, và chuẩn bị cho một cuộc chiến tranh lâu dài.
Ngày 11 tháng 7, Đại Đô đốc Erich Raeder, tổng tư lệnh Hải quân Đức Quốc xã (Kriegsmarine), đã nói với Hitler rằng một cuộc xâm lược chỉ có thể tính đến như một phương sách cuối cùng, và chỉ khi có ưu thế tuyệt đối trên không. Hải quân Đức gần như bị tê liệt sau chiến dịch Na Uy, với rất nhiều tàu thuyền bị đánh đắm hay hư hỏng, trong khi Hải quân Hoàng gia Anh vẫn còn hơn 50 tàu khu trục, 21 tàu tuần dương và 8 tàu chiến thuộc Hạm đội Nhà của Anh. Lực lượng hải quân suy yếu của Đức có rất ít cơ hội ngăn cản sự can thiệp của Hải quân Anh. Lựa chọn duy nhất là sử dụng các máy bay ném bom bổ nhào và máy bay phóng ngư lôi của không quân Đức để giành lấy ưu thế trên không nhằm tiến hành chiến dịch có hiệu quả.
Ngày 16 tháng 7, dù đã đồng ý với Raeder, Hitler vẫn ra lệnh chuẩn bị một kế hoạch xâm lược nước Anh; ông ta hy vọng những thông tin về sự chuẩn bị này sẽ uy hiếp được người Anh tiến hành đàm phán hòa bình. Trích "Chỉ thị số 16; Về việc chuẩn bị chiến dịch đổ bộ chống Anh":
Do nước Anh, bất chấp tình thế quân sự tuyệt vọng của mình, vẫn không có dấu hiệu chuẩn bị cho đàm phán, tôi quyết định chuẩn bị một chiến dịch đổ bộ chống lại Anh và, nếu cần thiết, sẽ tiến hành nó. Mục tiêu của chiến dịch này là loại bỏ chính quốc Anh như một căn cứ cho cuộc chiến tranh tiếp diễn chống lại nước Đức...
2) Trong những chuẩn bị này có việc đem lại những điều kiện tiên quyết mà giúp cho cuộc đổ bộ lên đất Anh trở nên khả thi;
a) Không lực Anh phải bị hạ gục cả về phương diện tinh thần lẫn thực tế sao cho nó không thể tập hợp sức mạnh để tiến hành cuộc tấn công đáng kể nào chống lại Đức. (phần in nghiêng được thêm vào)
 Toàn bộ công cuộc chuẩn bị phải được thực hiện cho đến giữa tháng 8.
Về vấn đề bảo mật, chỉ thị này chỉ được ban hành cho cấp Tổng tư lệnh, nhưng Hermann Göring đã chuyển nó cho các viên tư lệnh tập đoàn quân không quân của Luftwaffe bằng thông điệp radio mã hóa, và đã bị người Anh bắt sóng và giải mã thành công tại khu Hut 6 thuộc Công viên Bletchley.
Hải quân Đức Kriegsmarine đã xây dựng một kế hoạch dự thảo để đánh chiếm một mũi đất hẹp trên bờ biển gần Dover, nhưng ngày 28 tháng 7 lục quân trả lời rằng họ muốn đổ bộ lên toàn bộ bờ biển phía Nam nước Anh. Hitler đã tổ chức một cuộc họp giữa các chỉ huy lục quân và hải quân ngày 31 tháng 7 tại dinh thự Berghof của mình, và đến ngày 1 tháng 8, OKW (Oberkommando der Wehrmacht - "Bộ tự lệnh Tối cao Các Lực lượng Vũ trang") đã đưa ra kế hoạch của mình. Kế hoạch này, mang mật danh Unternehmen Seelöwe ("chiến dịch Sư tử biển"), đã được Bộ tư lệnh Tối cao Các lực lượng Vũ trang Đức - Oberkommando der Wehrmacht hay OKW - đệ trình và ấn định thời gian vào giữa tháng 9 năm 1940. Kế hoạch này nhằm tiến hành các cuộc đổ bộ tại bờ biển phía nam nước Anh, với sự hỗ trợ của một cuộc tấn công không vận. Cả Hitler lẫn OKW đều tin rằng không thể thực hiện cuộc đổ bộ thành công lên đất Anh cho đến khi lực lượng Không quân Hoàng gia Anh (RAF) bị vô hiệu hóa. Raeder tin rằng lợi thế về không quân có thể đem lại khả năng đổ bộ thắng lợi mặc dù đó sẽ là một chiến dịch mạo hiểm, và yêu cầu phải có "ưu thế tuyệt đối trên Eo biển của không lực chúng ta".
Ngược lại, Đại Đô đốc Karl Dönitz tin rằng chỉ ưu thế về không quân là "không đủ". Ông tuyên bố rằng "chúng ta không có được quyền kiểm soát trên không hay trên biển; cũng không có điều kiện để giành được nó". Một số sử gia, như Derek Robinson, đã đồng ý với Dönitz. Robinson chỉ ra rằng hải quân Anh lúc bấy giờ mạnh hơn hải quân Đức rất nhiều, sẽ khiến cho chiến dịch Sư tử biển trở thành một thảm họa và Luftwaffe không thể ngăn chặn được sự can thiệp có tính quyết định của các chiến hạm Anh, ngay cả khi có được ưu thế trên không. Williamson Murray cũng cho rằng nhiệm vụ mà quân Đức phải đối mặt trong mùa hè năm 1940 là vượt quá khả năng của họ. Ba quân chủng của Đức đều không đủ sức giải quyết những vấn đề của cuộc xâm chiếm quần đảo Anh. Murray lập luận rằng hải quân Đức đã bị loại khỏi vòng chiến một cách có hiệu quả do những thiệt hại nặng nề trong chiến dịch Na Uy. Ông phát biểu rằng khả năng của Kriegsmarine và Luftwaffe trong việc ngăn cản Hải quân Hoàng gia Anh tấn công hạm đội tàu xâm lược là rất đáng nghi ngờ.
Luftwaffe không có đại diện tại Berghof, nhưng Göring đã tự tin rằng chiến thắng trên không là điều hoàn toàn có thể. Giống như nhiều viên tư lệnh không quân khác, kể cả của RAF, ông ta bị thuyết phục bởi quan điểm của Giulio Douhet rằng "Máy bay ném bom sẽ luôn luôn vượt qua" và nếu các cuộc tấn công vào những mục tiêu quân sự bị thất bại, việc ném bom dân thường có thể buộc chính phủ Anh phải đầu hàng.

## Lực lượng hai bên
Không quân Đức đã phải đối mặt với một đối thủ mạnh nhất mà họ từng phải đối mặt, cả về quy mô, khả năng phối hợp cao, được cung cấp tốt, và tính hiện đại.

### Máy bay tiêm kích

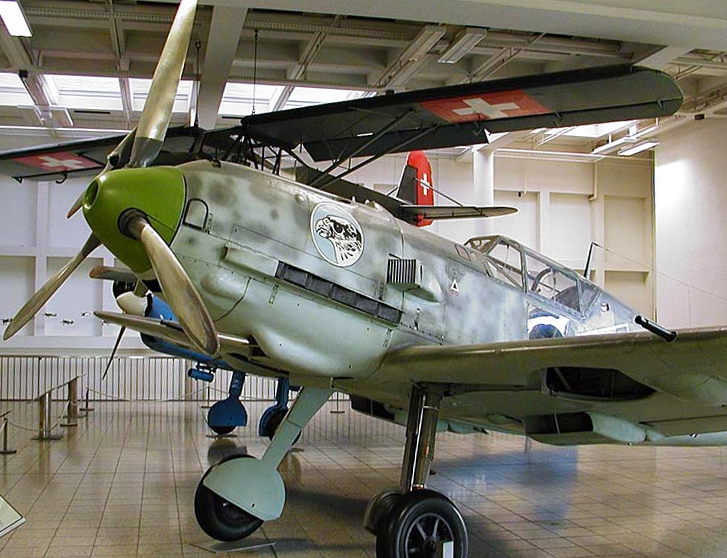
Máy bay Messerschmitt Bf 109E-4.

Những chiếc Messerschmitt Bf 109E và Bf 110C của không quân Đức đối đầu với máy bay Hurricane Mk I và một số lượng ít hơn các máy bay Spitfire Mk I của Anh. Loại máy bay Bf 109E có tốc độ lên cao tốt hơn và nhanh hơn từ 16 đến 48 km/h so với Hurricane Mk II, tùy thuộc vào độ cao. Trong mùa xuân và mùa hè năm 1940, các máy bay tiêm kích của RAF đã có lợi thế khi lượng nhiên liệu Octan 100 sẵn có tăng lên, cho phép các động cơ Merlin tạo ra nhiều hơn đáng kể năng lượng thông qua việc sử dụng một Năng lượng Chiến tranh Khẩn cấp. Trong tháng 9 năm 1940, những chiếc Hurricane Mk IIa loại 1 đã bắt đầu đi vào phục vụ dù chỉ với số lượng nhỏ. Phiên bản này có thể đạt tốc độ tối đa 550 km/h, nhanh hơn so với phiên bản Mk I khoảng từ 40 đến 48 km/h.
Thành tích của các máy bay Spitfire trong cuộc sơ tán tại Dunkirk đã khiến cho lực lượng tiêm kích của Luftwaffe (Jagdwaffe) phải bất ngờ, dù các phi công Đức vẫn tin chắc rằng Bf 109 là loại máy bay tiêm kích ưu việt. Tuy nhiên, những chiếc Bf 109E có vòng hồi chuyển lớn hơn nhiều so với cả Hurricane lẫn Spitfire, động cơ phun nhiên liệu của nó cho phép vượt thoát khỏi đối phương tấn công dễ dàng hơn so với các máy bay sử dụng bộ chế hòa khí của Anh. Cả hai loại tiêm kích của Anh đều được trang bị 8 súng máy Browning 303 (7,7 li), còn hầu hết máy bay Bf 109E có 2 súng máy 7,92 li và thêm 2 pháo cánh 20 li. Súng của Đức tỏ ra hiệu quả hơn so với loại Browning 303 của Anh, vốn chỉ phù hợp cho thời kỳ đầu của kỷ nguyên không chiến. Có rất nhiều máy bay Đức trở lại căn cứ khi đã bị trúng nhiều phát đạn từ súng Browning 303 mà vẫn không bị phá hủy. Bf 109E và Spitfire chiếm ưu thế lẫn nhau trong các khía cạnh chủ chốt; thí dụ, với một số độ cao, loại Bf 109 có thể vượt lên trên các tiêm kích Anh. Tuy vậy, nhìn chung, như Alfred Price đã viết trong Câu chuyện Spitfire (The Spitfire Story):
| “ | ...sự khác biệt giữa Spitfire và Me 109 về hoạt động và điều khiển chỉ là bề ngoài, và trong một cuộc chiến chúng hầu như bị mờ nhạt bởi những tính toán chiến thuật: bên nào nhận ra đối phương trước, có lợi thế về mặt trời, độ cao, số lượng, khả năng của phi công, tình thế chiến thuật, sự phối hợp chiến thuật, lượng nhiên liệu còn lại, v.v. | ” |
| — | |   |

Máy bay Bf 109 còn được sử dụng làm kiểu mẫu máy bay tiêm kích-ném bom hỗn hợp E-4/B và E-7, có thể mang một quả bom 250 kg bên dưới thân máy bay. Máy bay Bf 109, không giống như loại Stuka, có thể chiến đấu trong cùng điều kiện với các tiêm kích của RAF, sau khi đã thả hết cơ số bom của nó.
Vào thời điểm bắt đầu cuộc chiến, máy bay Messerschmitt Bf 110 hai động cơ tầm xa Zerstörer ("Khu trục") cũng được huy động để tiến hành các cuộc giao tranh không đối không trong khi hộ tống hạm đội ném bom của Luftwaffe. Mặc dù Bf 110 nhanh hơn Hurricane và gần đuổi kịp Spitfire, nó vẫn thiếu tính linh hoạt và gia tốc để đóng vai trò một máy bay tiêm kích hộ tống tầm xa. Trong các ngày 13 và 15 tháng 8, 13 và 30 máy bay này đã bị mất, tương đương một Nhóm (Gruppe) đầy đủ, và là loại máy bay bị thiệt hại nhiều nhất trong chiến dịch. Chiều hướng này vẫn tiếp tục với thêm 8 và 15 chiếc bị mất trong các ngày 16 và 17 tháng 8. Göring đã ra lệnh cho các đơn vị Bf 110 phải hoạt động "tại những nơi mà tầm bay của các cỗ máy một động cơ không thể với tới".
Đóng vai trò thành công nhất trong các loại Bf 110 của trận này là Schnellbomber (máy bay ném bom nhanh). Bf 110 thường dùng đòn bổ nhào thấp để oanh tạc mục tiêu rồi tẩu thoát bằng tốc độ cao. Một đơn vị, Erprobungsgruppe 210, đã cho thấy rằng Bf 110 có thể đạt hiệu quả đối với các mục tiêu nhỏ hay đòi hỏi sự chính xác cao.
Máy bay Boulton Paul Defiant của RAF có được một số thành công ban đầu tại Dunkirk do giống với Hurricane; các máy bay tiêm kích của Luftwaffe tấn công từ sau lưng đã bị bất ngờ trước những tháp súng hiếm có của nó. Thế nhưng, trong Trận chiến nước Anh, loại máy bay một động cơ hai chỗ ngồi này tỏ ra bị lép vế một cách vô vọng. Do nhiều nguyên nhân, Defiant không có bất kỳ hình thức vũ khí nào bắn về phía trước và pháo hạng nặng cũng như phi công lái phụ, có nghĩa là nó không thể vượt qua về tốc độ và tính cơ động so với cả Bf 109 lẫn Bf 110. Đến cuối tháng 8, sau những thiệt hại khủng khiếp, loại máy bay này đã được rút khỏi các công tác ban ngày.
Đã có những lời chỉ trích quyết định tiếp tục sử dụng các máy bay này (cùng với Fairey Battle thuộc Bộ tư lệnh Ném bom RAF) thay vì cho ngừng hoạt động và thải hồi chúng, để cho các động cơ Merlin của chúng chuyển sang máy bay tiêm kích và các phi công được tái đào tạo trên những chiếc Hurricane, nhờ đó giải phóng được một số lượng lớn các phi công Hurricane có thâm niên và nhiều kinh nghiệm chiến đấu sang cho loại máy bay Spitfire. Tuy nhiên trong năm 1940 vẫn có 739 máy bay Battle làm công tác huấn luyện tại Canada; ngoài ra, Bộ Tư lệnh Ném bom vẫn sử dụng máy bay Battle vào việc tấn công các cảng biển của đối phương vào ban đêm và 3 đội bay Battle đã được chuyền giao cho Bộ Tư lệnh Duyên hải.

#### Các đội hình tiêm kích

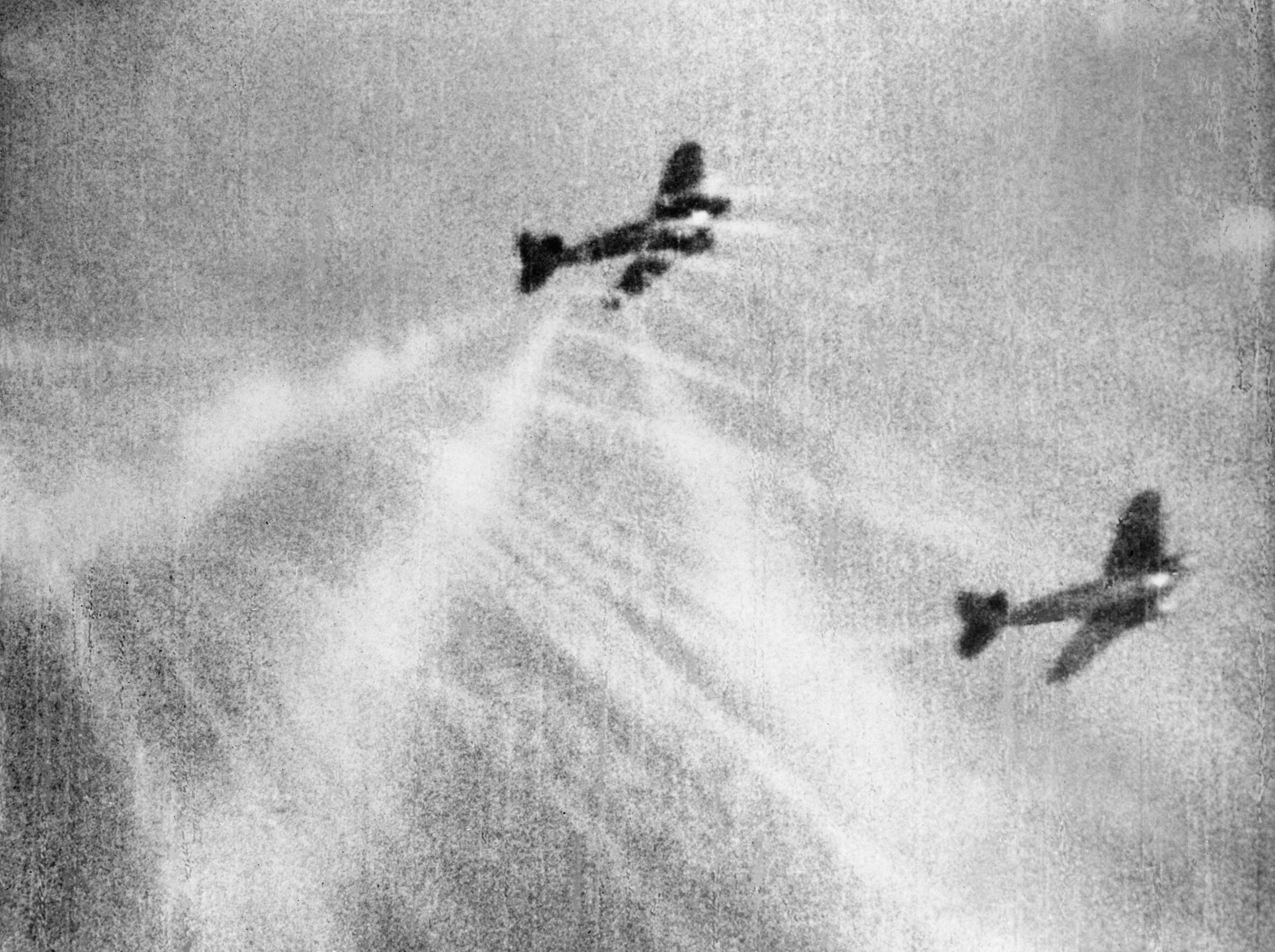
Hình ảnh trong đoạn phim quay từ máy bay cho thấy đường đạn từ một chiếc Supermarine Spitfire Mark I thuộc đội bay số 609 của RAF, do J. H. G. McArthur lái, bắn trúng mạn phải một máy bay Heinkel He 111, ngày 25 tháng 9 năm 1940.

Cuối thập niên 1930, Bộ tư lệnh Tiêm kích dự tính rằng sẽ chỉ phải đối phó với các máy bay ném bom trên không phận Anh quốc, chứ không xét đến các máy bay tiêm kích một động cơ. Theo tư duy đó, một loạt các "chiến thuật chiến đấu khu vực" đã được xây dựng và tuân thủ một cách cứng nhắc, dẫn đến một chuỗi những cuộc diễn tập nhằm tập trung hỏa lực của một đội bay để bắn hạ các máy bay ném bom: không có mối lo rõ rệt nào về các máy bay tiêm kích hộ tống, các phi công tiêm kích của RAF bay theo những đội hình 3 máy bay theo hình chữ V chặt chẽ. Điều này hạn chế các đội bay trong các cơ cấu 12 máy bay gồm 4 đội bay theo các chữ "V" khác nhau. Với kiểu cơ cấu này, chỉ có chỉ huy đội bay ở phía trước là có thể tự do quan sát đối phương; những phi công khác phải tập trung chú ý để giữ đúng đội hình. Các bài tập luyện của máy bay tiêm kích của RAF cũng nhấn mạnh vào việc tấn công theo lý thuyết bằng cách tách rời ra theo thứ tự. Bộ tư lệnh Tiêm kích đã sớm nhận ra điểm yếu của cấu trúc xơ cứng này trong cuộc chiến, nhưng họ thấy rằng quá mạo hiểm khi thay đổi chiến thuật giữa chừng, do những phi công thay thế – thường chỉ có thời gian bay tối thiểu – không thể dễ dàng mà huấn luyện lại, và những phi công RAF không có kinh nghiệm cần có sự điều khiển vững vàng ở trên không mà chỉ có những cơ cấu xơ cứng mới đem lại được. Phi công Đức đã đặt tên đội hình của RAF là Idiotenreihen ("những dãy hàng ngu ngốc") vì các đội bay của họ ở vào tư thế rất dễ bị tổn thương khi tấn công.
Ngược lại, Luftwaffe triển khai một đội bay lỏng lẻo với 2 máy bay (biệt hiệu là Rotte), dựa vào một người hướng dẫn (Rottenführer) theo sau với khoảng cách khoảng 183 mét bằng máy bay yểm trợ (biệt hiệu Rottenhund hay Katschmareks) mà bay hơi cao hơn và được huấn luyện để luôn luôn bay cùng với người hướng dẫn của mình. Trong khi hướng dẫn viên tự do săn tìm máy bay đối phương, và có thể che phủ "vùng mù" của máy bay yểm trợ, thì máy bay yểm trợ có thể tập trung vào việc theo dõi khoảng không nằm trong vùng mù của người hướng dẫn, ở phía sau và bên dưới. Máy bay tấn công có thể bị kẹp giữa 2 chiếc Bf 109. Đội hình này được phát triển dựa trên những nguyên tắc được công thức hóa bởi viên phi công xuất sắc thời chiến tranh thế giới thứ nhất là Oswald Boelcke vào năm 1916. Từ năm 1934, Không lực Phần Lan đã triển khai những đội hình tương tự, gọi là partio (1 đội tuần tra; 2 máy bay) và parvi (2 đội tuần tra; 4 máy bay) vì những lý do tương tự, tuy vậy những phi công của Luftwaffe (tiêu biểu là Günther Lützow và Werner Mölders trong cuộc nội chiến Tây Ban Nha) nói chung vẫn được biết đến nhiều hơn.
Trong các đội hình của Luftwaffe, các cặp máy bay cho phép Rottenführer tập trung vào nhiệm vụ tiêu diệt đối phương. Tuy nhiên, khía cạnh thứ hai này đã gây nên một số bất bình trong hàng ngũ sĩ quan cấp thấp vì họ cảm thấy rằng thành tích cao của một số Rottenführer phải trả giá bằng sự hy sinh của các Katschmareks. Trong Trận chiến nước Anh, một phi công bắn hạ được 20 máy bay sẽ được tặng thưởng Huân chương Chữ thập Kỵ sĩ (Ritterkreuz), gắn thêm Lá sồi, Thanh gươm và Kim cương cho mỗi 20 máy bay thêm sau đó. Những phi công mà tỏ ra khao khát có được phần thưởng này bị nói là đang bị viêm họng (Halsweh), một sự ám chỉ có tính quy ước về việc đeo huân chương ở cổ. Chỉ một số ít máy bay yểm trợ trong đội hình tiêm kích của Luftwaffe có thể bắn hạ máy bay đối phương, trong khi những máy bay hướng dẫn thì ghi điểm rất cao.
Hai trong số những đội hình bay này thường được hợp thành một Schwarm (phi đội), trong đó toàn bộ các phi công có thể quan sát được những gì diễn ra xung quanh họ. Mỗi Schwarm trong một Staffel (phi đoàn) bay ở những độ cao thay đổi và cách nhau 183 mét, tạo nên đội hình khó phát hiện ở khoảng cách xa hơn và cho phép họ có tính linh hoạt rất lớn. Bằng cách sử dụng kiểu quay vòng giao cắt chặt chẽ, một Schwarm có thể thay đổi hướng bay một cách nhanh chóng.
Các máy bay tiêm kích Bf 110 đã áp dụng những đội hình Schwarm tương tự như các loại máy bay Bf 109, nhưng ít khi có thể triển khai trong cùng điều kiện. Khi tấn công, các "nhóm tiêm kích" (Zerstörergruppen) đã được tăng cường sử dụng để tạo nên những "vòng tròn phòng thủ" lớn. Mỗi chiếc Bf 110 canh chừng phía đuôi của máy bay bay đằng trước nó. Göring sau đó đã ra lệnh đổi tên thành "vòng tròn tiến công" trong một nỗ lực vô vọng nhằm nâng cao tinh thần chiến đấu đang bị suy sụp nghiêm trọng. Những đội hình đáng chú ý này thường thành công trong việc thu hút các máy bay tiêm kích của RAF mà thỉnh thoảng vẫn bị các máy bay Bf 109 bay cao "dồn ép". Điều này đã dẫn đến câu chuyện thêu dệt được nhắc đi nhắc lại rằng các máy bay Bf 110 được hộ tống bởi máy bay Bf 109. Phương pháp tấn công thành công nhất của máy bay Bf 110 là "dồn ép" từ phía trên.
Các phi công mặt trận của RAF đã nhận thức được sâu sắc về những khiếm khuyết cố hữu trong chiến thuật của mình. Một sự thỏa hiệp đã được thông qua, theo đó các đội bay sẽ sử dụng những đội hình bay lỏng lẻo hơn nhiều với 1 hoặc 2 máy bay bay ngay phía trên và phía dưới để tăng cường khả năng quan sát cũng bảo vệ sau lưng; vị trí này dành cho những người có ít kinh nghiệm nhất, và thường bị bắn hạ đầu tiên trong khi các phi công khác thậm chí còn không thấy họ bị tấn công. Trong cuộc chiến này, đội bay số 74 của RAF dưới quyền chỉ huy của Adolph Malan đã áp dụng một biến thể của đội hình máy bay Đức với "bốn máy bay ở tuyến sau", là một cải tiến lớn so với đội hình chữ V 3 máy bay cũ. Đội hình của Malan sau này đã được Bộ tư lệnh Tiêm kích sử dụng rộng rãi.

### Máy bay ném bom

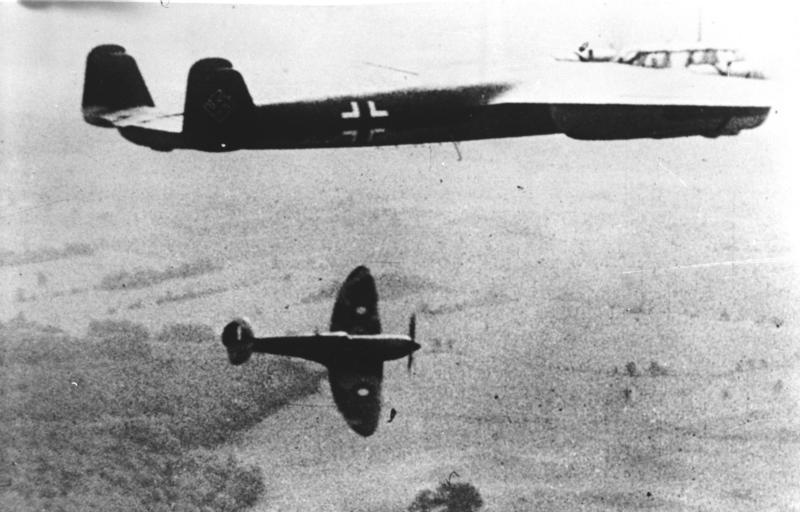
Bức ảnh tuyên truyền của Đức cho thấy một máy bay Spitfire I bay rất gần một chiếc Dornier 17Z.

Bốn loại máy bay ném bom chính của Luftwaffe là Heinkel He 111, Dornier Do 17, Junkers Ju 88 cho đòn ném bom rải thảm, và Junkers Ju 87 Stuka với kiểu tấn công bổ nhào. Máy bay Heinkel He 111 được sử dụng với số lượng lớn hơn các loại khác và được biết đến nhiều hơn, một phần là do hình dạng cánh khác biệt của nó. Mỗi loại máy bay ném bom rải thảm đều có một số ít được dùng làm công tác do thám trong trận chiến.
Mặc dù rất thành công trong các cuộc chiến trước đó của Luftwaffe, máy bay Stuka đã phải chịu những thiệt hại nặng nề trong Trận chiến nước Anh, đặc biệt là vào ngày 18 tháng 8, do tốc độ chậm và dễ bị máy bay tiêm kích chặn đánh sau khi thực hiện đòn ném bom bổ nhào. Do những thiệt hại cũng như giới hạn về trọng tải và tầm bay, các đơn vị Stuka phần lớn đã bị rút ra khỏi các hoạt động trên bầu trời Anh quốc và tập trung vào việc vận tải cho đến khi được tái triển khai tại Mặt trận phía Đông năm 1941. Chúng chỉ trở lại vào một số dịp, như cuộc tấn công ngày 13 tháng 9 tại sân bay Tangmere.
Ba loại máy bay ném bom còn lại có khác biệt về khả năng; máy bay Heinkel 111 là loại chậm nhất; Ju 88, một khi đã thả hết tải trọng bom chính của nó, là loại nhanh nhất, và Do 17 có tải trọng bom nhỏ nhất. Cả ba loại máy bay ném bom này đều đã phải chịu những tổn thất nặng nề do máy bay tiêm kích Anh, riêng Ju 88 là ít hơn. Các máy bay ném bom đã yêu phải có sự bảo vệ liên tục từ phía tiêm kích, nhưng Đức không có đủ máy bay Me-109 để yểm trợ cho hơn 300-400 máy bay ném bom. Cuối cuộc chiến, khi mà việc ném bom ban đêm trở nên thường xuyên hơn, cả ba loại máy bay này đều được sử dụng. Tuy nhiên, do tải trọng bom hạn chế nên Do 17 ít được dùng đến hơn He 111 và Ju 88 cho nhiệm vụ này.
Về phía Anh, ba loại máy bay ném bom được sử dụng chủ yếu trong các hoạt động ban đêm nhằm chống lại các mục tiêu như nhà máy, các bến cảng địch và trung tâm đường xe lửa là Armstrong Whitworth Whitley, Handley-Page Hampden và Vickers Wellington được RAF phân vào loại máy bay ném bom hạng nặng, mặc dù máy bay Hampden là máy bay ném bom hạng trung tương tự như He 111. Cả máy bay hai động cơ Bristol Blenheim lẫn máy bay một động cơ kiểu cũ Fairey Battle đều là máy bay ném bom hạng nhẹ; máy bay Blenheim là loại được trang bị nhiều nhất cho Bộ tư lệnh Ném bom RAF và được dùng để tấn công các tàu thuyền, bến cảng, sân bay và nhà máy trên lục địa cả ngày lẫn đêm. Các đội bay Fairey Battle, vốn đã chịu những thiệt hại nặng nề trong những công tác ban ngày trong Trận chiến nước Pháp, được bổ sung lực lượng bằng các máy bay dự bị và tiếp tục hoạt động trong các cuộc tấn công đêm tại các bến cảng của đối phương cho đến khi bị rút khỏi mặt trận Anh Quốc vào tháng 10 năm 1940.

### Phi công
Trước chiến tranh, quá trình lựa chọn những ứng viên tiềm năng của RAF quan tâm nhiều về địa vị xã hội hơn là năng lực thực tế. Nhưng đến năm 1936, RAF đã cho tiến hành những biện pháp nhằm lựa chọn ra những ứng viên tiềm năng từ đủ mọi tầng lớp xã hội qua Lực lượng Dự bị Tình nguyện của RAF vốn "...được thiết kế để lôi cuốn, tới...những người trẻ tuổi...không phân biệt tầng lớp..." Tuy các đội bay cũ của Không lực Phụ trợ Hoàng gia Anh vẫn giữ lại một số đặc quyền của tầng lớp trên nhưng họ đã sớm bị lấn át về số lượng bởi những tân binh của Lực lượng Dự bị Tình nguyện và đến ngày 1 tháng 9 năm 1939, đã có 6.646 phi công được huấn luyện tại đó. Cho đến mùa hè năm 1940, đã có khoảng 9.000 phi công trực thuộc RAF với xấp xỉ 5.000 máy bay, hầu hết là máy bay ném bom. Bộ tư lệnh Tiêm kích không hề thiếu phi công, tuy nhiên, vấn đề thiếu hụt các phi công tiêm kích đã qua huấn luyện toàn diện vẫn diễn ra, do sự thiếu hiệu quả của công tác huấn luyện và phân công, và vấn đề này đã trở nên hóc búa cho đến giữa tháng 8 năm 1940.
Trong toàn cuộc chiến, các phi công trẻ "hầu như chẳng có chút cơ hội nào" để sống sót trong 5 lần xuất kích đầu tiên, không chỉ vì thiếu kinh nghiệm chiến đấu mà còn do họ phải nhận lái các máy bay hỏng hóc nhiều nhất và ít đáng tin cậy nhất, chưa kể họ chỉ phù hợp với vị trí xạ thủ ở đuôi máy bay trong đội hình và như thế rất dễ bị tổn thương. Đối với những người sống sót, tỉ lệ sống sót tăng thêm 15 phi vụ tiếp theo cùng với kĩ năng và sự tự tin của họ. Tuy nhiên, sau 20 phi vụ thì tỉ lệ đó lại một lần nữa tụt xuống bằng 0.
Trong khi sản lượng máy bay là 300 chiếc mỗi tuần, thì chỉ có 200 phi công được đào tạo trong cùng khoảng thời gian đó. Bù lại, số phi công được phân phối cho các đội bay nhiều hơn số máy bay hiện có, cho phép các đội bay duy trì sức mạnh tác chiến cho dù có bị thương vong và vẫn có thể cho phi công nghỉ phép. Một vấn đề khác là chỉ có khoảng 30% trong số 9.000 phi công được điều về các đội bay tác chiến; 20% số phi công được tham gia vào khóa huấn luyện phi công chỉ huy, và thêm 20% trải qua khóa huấn luyện nâng cao, giống như những phi công RAF đến từ Canada và Nam Rhodesia trong số những phi công thuộc Khối thịnh vượng chung Anh, mặc dù đã đủ năng lực chuyên môn. Phần còn lại được xếp vào các vị trí tham mưu, do chính sách của RAF quy định rằng chỉ các phi công mới có khả năng tham mưu và ra quyết định chỉ huy tác chiến, ngay cả với những vấn đề kỹ thuật. Vào đỉnh điểm của cuộc chiến, mặc dù Churchill ra sức vận động, nhưng chỉ có 30 phi công được giải phóng khỏi nhiệm vụ hành chính để đưa ra tiền tuyến.
Vì những nguyên nhân này, cũng như vì tổn thất 435 phi công trong Trận chiến nước Pháp và những thiệt hại khác trong chiến dịch Na Uy, RAF có ít phi công có kinh nghiệm chiến đấu hơn Đức vào đầu cuộc chiến, và thiếu thốn những phi công đã qua huấn luyện trong những đội bay chiến đấu, hơn là thiếu máy bay, điều này trở thành mối quan tâm lớn nhất của Thống chế Không quân Hugh Dowding, tư lệnh Bộ tư lệnh Tiêm kích. Lấy từ lực lượng chính quy của RAF, Không lực Phụ trợ Hoàng gia và lực lượng dự bị tình nguyện, người Anh đã tập hợp được 1.103 phi công tiêm kích vào ngày 1 tháng 7. Các phi công thay thế ít được đào tạo bay và thường không có huấn luyện tác xạ, đã phải chịu tỉ lệ thương vong rất cao.
Nhờ công tác đào tạo hiệu quả hơn, Luftwaffe có thể tập hợp được một số lượng lớn hơn (1.450) các phi công tiêm kích nhiều kinh nghiệm. Dựa vào các cựu binh của cuộc nội chiến Tây Ban Nha, họ đã có những khóa học toàn diện về tác xạ trên không và được hướng dẫn chiến thuật thích hợp trong cuộc chiến tiêm kích đấu tiêm kích. Các khóa huấn luyện của Luftwaffe cũng ngăn cấm chủ nghĩa anh hùng, nhấn mạnh tầm quan trọng tuyệt đối của việc chỉ tấn công khi nào phi công có được lợi thế. Thế nhưng các đội hình tiêm kích của Lufwaffe không có được lực lượng phi công dự bị đầy đủ để cho phép bù đắp các thiệt hại và họ cũng không thể đào tạo đủ phi công để ngăn chặn việc sức mạnh chiến đấu bị suy sụp dần khi cuộc chiến tiếp diễn.

### Sự tham gia của quốc tế

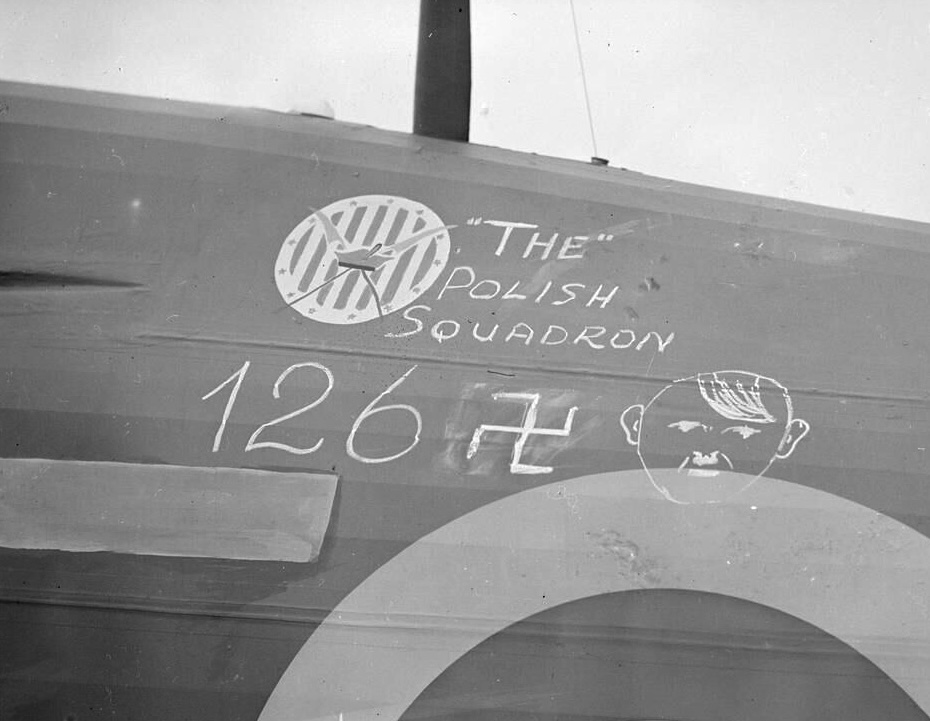
Máy bay thứ 126 của Đức được các phi công Ba Lan thuộc đội bay 303 xác nhận trong trận chiến.

Cả hai bên tham chiến đều đã nhận được những sự trợ giúp đáng kể từ bên ngoài trong cuộc chiến này.

#### Đồng minh
Hồ sơ vinh danh của Không quân Hoàng gia Anh trong Trận chiến nước Anh ghi nhận có 595 phi công không phải người Anh (trong tổng sốd 2.936) đã tham gia ít nhất một phi vụ chiến đấu được phép cùng một đơn vị đúng tư cách của RAF hay Binh chủng Không lực Hải quân từ ngày 10 tháng 7 cho đến ngày 31 tháng 10 năm 1940. Trong đó bao gồm 145 người Ba Lan, 127 người New Zealand, 112 người Canada, 88 người Tiệp Khắc, 28 người Bỉ, 32 người Úc, 25 người Nam Phi, 13 người Pháp, 10 người Ireland, 7 người Mỹ, và Jamaica, Palestine, Nam Rhodesia mỗi nơi thêm 1 người.

#### Phe Trục
Có một bộ phận Không lực Hoàng gia Ý (Regia Aeronautica) gọi là Quân đoàn Không quân Ý (Corpo Aereo Italiano hay CAI) lần đầu tiên hoạt động vào cuối tháng 10 năm 1940. Nó đã tham gia vào giai đoạn sau của cuộc chiến, nhưng chỉ thu được những kết quả hạn chế. Đơn vị này đã được tái triển khai vào đầu năm 1941.

## Chiến lược của Không quân Đức
Không quân Đức trước giờ vốn được sử dụng để tiến hành hỗ trợ về chiến thuật cho lục quân trên chiến trường. Trong các chiến dịch chiến tranh chớp nhoáng ở Ba Lan, Đan Mạch và Na Uy hay tại Pháp, Hà Lan và Bỉ, Luftwaffe đã có được sự phối hợp hoàn hảo với Wehrmacht. Thế nhưng trong Trận chiến nước Anh, Luftwaffe lại phải đóng một vai trò chiến lược vốn không phù hợp. Nhiệm vụ chính của không quân Đức là phải đảm bảo ưu thế trên không ở miền đông nam Anh, mở đường cho hạm đội tiến hành xâm lược.
Luftwaffe đã được tái tổ chức sau Trận chiến nước Pháp thành 3 Tập đoàn quân Không quân (Luftflotte) tại hai mặt trận miền nam và miền bắc nước Anh. Tập đoàn quân Không quân số 2, do Thống chế Albert Kesselring chỉ huy, chịu trách nhiệm oanh tạc miền đông nam Anh và khu vực London. Tập đoàn quân Không quân số 3 dưới quyền thống chế Hugo Sperrle nhằm vào miền Tây Nam (West Country), xứ Wales, miền trung (Midlands) và tây bắc xứ Anh. Tập đoàn quân Không quân số 5 của thượng tướng Hans-Jürgen Stumpff đặt tổng hành dinh tại Na Uy có mục tiêu là miền bắc xứ Anh và Scotland. Khi cuộc chiến leo thang, phân công mục tiêu có thay đổi, Tập đoàn quân Không quân số 3 phụ trách thêm việc oanh tạc ban đêm trong khi nhiệm vụ chiến đấu ban ngày chuyển bớt sang cho Tập đoàn quân Không quân số 2.
Ban đầu Không quân Đức ước tính rằng cần 4 ngày để đánh bại Bộ tư lệnh Tiêm kích RAF ở miền nam nước Anh. Sau đó là cuộc tấn công kéo dài 4 tuần lễ với các máy bay ném bom và máy bay tiêm kích tầm xa sẽ phá hủy toàn bộ cơ sở quân sự và tàn phá nền công nghiệp máy bay của Anh quốc. Chiến dịch này được lên kế hoạch sẽ bắt đầu bằng đòn tấn công vào các sân bay gần bờ biển, rồi dần dần tiến sâu vào nội địa để tấn công vành đai các sân bay bảo vệ London. Sau đó Luftwaffe đánh giá lại là phải mất 5 tuần lễ từ ngày 8 tháng 8 đến 15 tháng 9 để thiết lập ưu thế trên không tạm thời tại Anh. Để đạt được mục tiêu này, Bộ tư lệnh Tiêm kích phải bị tiêu diệt, cả trên không lẫn trên bộ, trong khi Không quân Đức vẫn phải được bảo toàn sức mạnh để có thể hỗ trợ cuộc tấn công sau đó; có nghĩa là Luftwaffe cần phải duy trì một "tỷ lệ tiêu diệt" cao trước các tiêm kích của RAF. Lựa chọn duy nhất để đạt ưu thế trên không là một chiến dịch ném bom khủng bố nhằm vào thường dân, nhưng nó chỉ được coi là một phương sách cuối cùng và đã bị Hitler tuyệt đối ngăn cấm trong giai đoạn này của cuộc chiến.
Không quân Đức nói chung đều tuân theo kế hoạch này, nhưng trong các chỉ huy lại có những quan niệm khác biệt về chiến lược. Sperrle muốn diệt trừ các cơ sở hạ tầng phòng không bằng đòn ném bom oanh tạc. Trái lại, Kesselring đòi đánh trực tiếp vào London để tấn công chính phủ Anh nhằm buộc họ quy phục hoặc lôi kéo lực lượng tiêm kích của RAF vào một trận chiến quyết định. Göring đã không làm gì để giải quyết bất đồng này giữa các viên tư lệnh của mình, và chỉ có những chỉ thị mơ hồ được đưa ra trong thời kỳ đầu của cuộc chiến, khi mà có vẻ Göring không thể quyết định được là sẽ theo đuổi chiến lược nào. Ông ta đôi khi dường như bị ám ảnh về việc duy trì quyền lực các nhân của mình trong Luftwaffe và giữ mãi một niềm tin đã lỗi thời về không chiến, mà sau này đã dẫn đến những sai lầm về chiến thuật và chiến lược.

### Chiến thuật

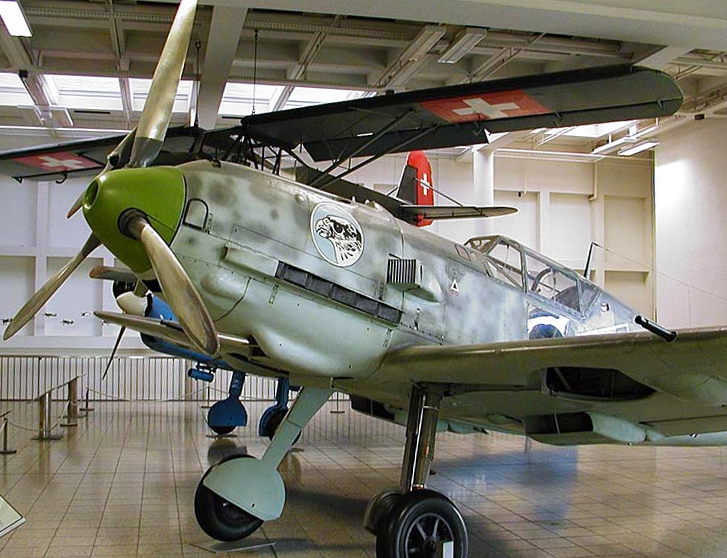
Messerschmitt Bf 109E

Chiến thuật của Luftwaffe chịu ảnh hưởng từ các máy bay tiêm kích của họ. Máy bay Bf 110 tỏ ra rất dễ bị tổn thương trước những chiếc tiêm kích một động cơ nhanh nhẹn của RAF. Điều này có nghĩa là phần lớn nhiệm vụ hộ tống của máy bay tiêm kích được dành cho loại Bf 109. Các chiến thuật tiêm kích gặp rắc rối khi các phi hành đoàn ném bom đòi hỏi sự bảo vệ chặt chẽ hơn. Sau những trận đánh ác liệt trong các ngày 15 và 18 tháng 8, Göring đã có cuộc gặp với chỉ huy các đơn vị. Cuộc họp này đã nhấn mạnh sự cần thiết phải cho các máy bay tiêm kích hội ngộ kịp thời với các máy bay ném bom. Nó cũng quyết định là một Nhóm (Gruppe) ném bom chỉ được bảo vệ đầy đủ khi có nhiều Nhóm máy bay Bf 109 hộ tống. Ngoài ra Göring đã quy định rằng cần có càng nhiều máy bay tiêm kích còn rảnh tay càng tốt để thực hiện nhiệm vụ Freie Jagd ("Săn tự do") - một "đòn quét tiêm kích" lưu động đi trước nhằm cố gắng đánh tan quân phòng thủ dọn đường cho cuộc tấn công chính. Các đơn vị Ju 87, vốn đã chịu những tổn thất nặng nề, sẽ chỉ được huy động trong điều kiện thuận lợi. Vào đầu tháng 9, do các phi hành đoàn ném bom không ngừng khiếu nại rằng các máy bay tiêm kích của RAF dường như có thể xuyên qua các vòng hộ tống, Göring đã ra lệnh tăng cường chặt chẽ hơn nhiệm vụ hộ tống. Quyết định này đã ràng buộc nhiều máy bay Bf 109 với các máy bay ném bom, và, mặc dù thành công hơn trong việc bảo vệ lực lượng ném bom, thiệt hại về máy bay tiêm kích tính ra lại chiếm phần lớn vì chúng buộc phải bay và tác chiến với tốc độ hạn chế.
Luftwaffe đã liên tục thay đổi chiến thuật trong nỗ lực nhằm chọc thủng tuyến phòng thủ của RAF. Họ đã tung ra rất nhiều đội máy bay Freie Jagd để thu hút các tiêm kích của RAF. Thế nhưng các nhà quản lý tiêm kích RAF thường vẫn có thể phát hiện ra điều đó cũng như vị trí của các đội bay để tránh chúng, theo đúng kế hoạch của Dowding là bảo toàn sức mạnh tiêm kích cho những đội hình máy bay ném bom. Luftwaffe cũng đã thử sử dụng các đội hình ném bom nhỏ làm mồi, và bảo vệ chúng bằng một lượng nhỏ máy bay hộ tống. Chiến thuật này có thành công hơn, nhưng nhiệm vụ hộ tống buộc các máy bay tiêm kích phải bay với tốc độ chậm của máy bay ném bom khiến chúng gặp nhiều nguy hiểm hơn.
Đến tháng 9, những chiến thuật đột kích tiêu chuẩn đã được kết hợp lại để trở thành một phương pháp hỗn hợp. Một chiếc Freie Jagd sẽ đi trước đội hình tấn công chính. Các máy bay ném bom sẽ bay ở độ cao từ 4.900 đến 6.100 mét, được hộ tống chặt chẽ bởi các máy bay tiêm kích. Máy bay hộ tống được chia làm hai phần (thường gọi là Nhóm - Gruppen), một số hoạt động chặt chẽ với máy bay ném bom, số khác bay cách vài trăm thước và cao hơn một chút. Nếu đội hình bị tấn công từ bên phải, cánh phải sẽ giao chiến với quân tấn công, phần đầu sẽ di chuyển sang bên phải và cánh trái sẽ chuyển lên vị trí đầu. Nếu bị tấn công vào mạn trái thì hệ thống phản ứng ngược lại. Các tiêm kích Anh đến từ phía sau sẽ bị chặn đánh bởi bộ phận sau lưng và hai cánh bên ngoài sẽ cùng di chuyển ra phía sau. Nếu mối đe dọa đến từ bên trên, phần đầu sẽ ứng chiến trong khi hai cánh lấy độ cao để có thể đuổi theo các tiêm kích Anh khi chúng bỏ đi. Khi bị tấn công, tất cả các bộ phận sẽ bay theo những vòng tròn phòng thủ. Chiến thuật này đã được khéo léo gây dựng và tiến hành, và rất khó để chống lại.
Adolf Galland cho rằng:

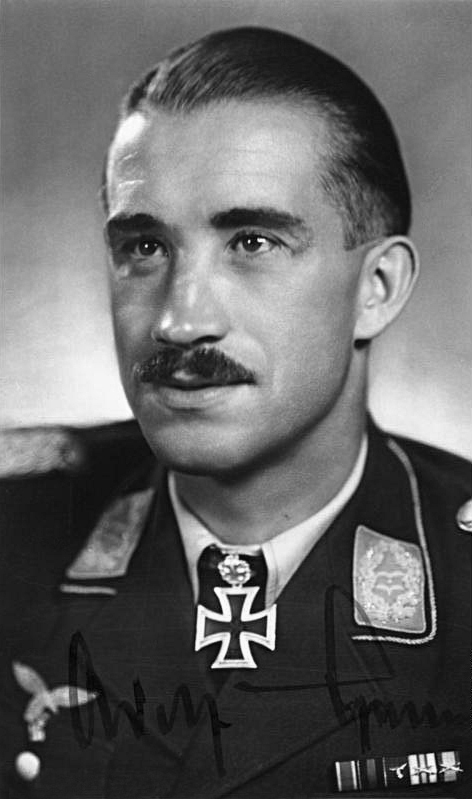
Adolf Galland, viên chỉ huy thành công của phi đội 3, Không đoàn Tiêm kích 26 của Đức.

| “ | Chúng tôi có ấn tượng rằng, dù chúng tôi đã làm gì, chúng tôi cũng đã chắc chắn sai lầm. Sự bảo vệ của các máy bay tiêm kích đối với máy bay ném bom tạo ra nhiều vấn đề cần được giải quyết khi chiến đấu. Các phi công ném bom muốn được bao bọc chặt chẽ theo đó đội hình của họ được bao quanh bởi các cặp tiêm kích đi theo một đường ngoằn ngoèo. Rõ ràng, sự có mặt của các máy bay tiêm kích bảo vệ đem lại cho các phi công ném bom một cảm giác an toàn hơn. Tuy nhiên, đây là một kết luận sai lầm, vì một chiếc tiêm kích chỉ có thể tiến hành nhiệm vụ bảo vệ hoạt động hoàn hảo bằng cách chủ động tấn công. Họ không bao giờ nên chờ đợi cho đến khi bị tấn công vì sau đó sẽ mất cơ hội hành động. Các phi công tiêm kích chúng tôi tất nhiên là muốn được tự do săn đuổi trong khi tiếp cận và tại các khu vực mục tiêu. Điều này đem lại sự hỗ trợ lớn nhất và sự bảo vệ tốt nhất cho lực lượng ném bom. | ” |
| — | |   |

Bất lợi lớn nhất mà các phi công Bf 109 phải đối mặt là nếu không có các thùng nhiên liệu phụ trợ tầm xa (chỉ được sử dụng với số lượng hạn chế vào thời kỳ cuối của cuộc chiến), thường có dung lượng 300 lít, máy bay Bf 109 chỉ có thể bay trong vòng 1 tiếng đồng hồ, và, với loại 109E, trong một giới hạn 600 km. Một khi đã vào không phận Anh, một phi công Bf 109 cần phải để mắt chú ý đến đèn hiệu màu đỏ báo hết nhiên liệu trên bảng đồng hồ: khi nó đã bật sáng thì họ buộc phải quay đầu trở lại Pháp. Với hai lượt bay dài qua biển, và tầm bay xa bị giảm đáng kể khi hộ tống các máy bay ném bom hay phải chiến đấu, các phi công tiêm kích Đức (Jagdflieger) đã gọi đó là Kanalkrankheit ("Eo biển bệnh tật").

### Tình báo
Luftwaffe đã hoạt động một cách kém hiệu quả do thiếu thông tin về hệ thống phòng thủ của Anh. Ngành tình báo Đức đã bị đối phương chia rẽ và ngăn cản; thể hiện của họ chỉ ở mức "nghiệp dư". Đến năm 1940, có rất ít tay sai của Đức hoạt động tại Anh và một số ít các nỗ lực nhằm cài gián điệp vào quốc gia này đã bị thất bại.
Nhờ việc chặn bắt tín hiệu radio, người Đức bắt đầu nhận ra rằng các máy bay tiêm kích của RAF đang được điều khiển bởi các phương tiện trên mặt đất, trong tháng 7 và tháng 8 năm 1939, ví dụ như khí cầu Graf Zeppelin, có mang theo trang thiết bị để nghe trộm tín hiệu radio và radar của RAF, bay gần bờ biển nước Anh. Mặc dù Luftwaffe hiểu đúng được những thủ tục kiểm soát mặt đất mới này, họ lại đánh giá sai lầm rằng nó cứng nhắc và không hiệu quả. Hệ thống radar của Anh được không quân Đức biết đến từ những thông tin tình báo thu thập được trước chiến tranh, nhưng "Hệ thống Dowding" phát triển cao kết nối với ban chỉ huy tiêm kích vẫn được giữ bí mật an toàn.
Ngay cả khi có được thông tin tốt, như đánh giá tháng 11 năm 1939 của cơ quan tình báo quân sự Đức (Abwehr) về sức mạnh và khả năng của Bộ tư lệnh Tiêm kích của đơn vị Abteilung V, nó vẫn bị bỏ qua nếu không phù hợp với những dự kiến thông thường.
Ngày 16 tháng 7 năm 1940, đơn vị tình báo Abteilung V do trung tá "Beppo" Schmid chỉ huy đã trình một bản báo cáo về RAF và khả năng phòng thủ của Anh và được các tướng lĩnh mặt trận tiếp nhận làm nền tảng cho những kế hoạch tác chiến của họ. Một trong những khuyết điểm rõ rệt nhất của bản báo cáo là thiếu thông tin về hệ thống radar của RAF cũng như năng lực kiểm soát hệ thống của họ; nó cho rằng hệ thống này là cứng nhắc và không linh hoạt, khi mà các tiêm kích của RAF bị ràng buộc với những căn cứ ở trong nước. Một kết luận lạc quan đến mức sai lầm đã được đưa ra như sau:
| “ | D. cung cấp tình hình... Hiện tại nền công nghiệp máy bay của Anh sản xuất khoảng từ 180 đến 300 máy bay tiêm kích dòng đầu và 140 máy bay ném bom dòng đầu mỗi tháng. Xét theo các điều kiện hiện tại liên quan đến sản xuất (xuất hiện những khó khăn về nguyên liệu thô, sự gián đoạn hoặc suy sụp về sản lượng tại các công xưởng do bị không kích, nguy cơ bị thiệt hại bởi không kích ngày một tăng do việc tái tổ chức về căn bản ngành công nghiệp máy bay còn đang hoạt động), có thể tin rằng vào thời điểm này sản lượng sẽ giảm nhiều hơn là tăng. Trong trường hợp cuộc không chiến leo thang, có thể đoán rằng sức mạnh hiện tại của RAF sẽ bị suy yếu, và sự suy yếu đó sẽ trầm trọng thêm do những sụt giảm trong sản xuất. | ” |
| — | |   |

Tuyên bố này, được củng cố thêm bởi một bản báo cáo khác chi tiết vào hơn ngày 10 tháng 8, đã tạo ra một tư duy trong các đội ngũ của Không quân Đức rằng RAF sẽ bị cạn kiệt máy bay tiêm kích ở tiền tuyến. Luftwaffe đã ước đoán thiệt hại của Bộ tư lệnh Tiêm kích nhiều 3 lần so với thực tế. Nhiều lần, giới lãnh đạo tin rằng sức chiến đấu của Bộ tư lệnh Tiêm kích đã sụp đổ, để rồi cuối cùng nhận ra rằng RAF vẫn có thể vực dậy hệ thống phòng thủ của mình theo ý muốn.
Trong suốt cuộc chiến này, Luftwaffe đã phải tiến hành rất nhiều phi vụ trinh sát để bù đắp cho sự yếu kém về mặt tình báo. Máy bay trinh sát (ban đầu hầu hết là loại Dornier Do 17, sau đó có thêm Bf 110) đã dễ dàng trở thành con mồi cho tiêm kích Anh, do chúng ít có khả năng được hộ tống bằng máy bay Bf 109. Thế là Luftwaffe phải tác chiến "mò mẫm" trong phần lớn cuộc chiến, không xác định được sức chiến đấu, khả năng và sự triển khai thực tế của đối phương. Nhiều sân bay của Bộ tư lệnh Tiêm kích đã không hề bị tấn công, thay vào đó các cuộc tập kích nhằm vào sân bay được giả định là tiêm kích lại rơi vào cơ sở của máy bay ném bom hoặc phòng thủ bờ biển. Kết quả của những cuộc ném bom và không chiến trước sau đều được thổi phồng, do những yêu sách quá hăng hái và khó khăn của việc xác thực thông tin trên lãnh thổ địch. Trong không khí thoải mái về chiến thấng đạt được, giới lãnh đạo Luftwaffe ngày càng trở nên xa rời thực tế. Việc thiếu hụt khả năng của lãnh đạo và tin tức tình báo vững chắc khiến cho người Đức không thể áp dụng một chiến lược nhất quán, ngay cả khi RAF rơi vào thế cùng đường. Hơn nữa, họ không hề đặt trọng điểm tấn công một có hệ thống vào một loại mục tiêu (như căn cứ không quân, trạm radar, hay nhà máy sản xuất máy bay), do đó những kết quả may mắn đạt được lại càng bị giảm bớt hơn nữa.

### Hỗ trợ về hàng hải
Trong khi người Anh đang sử dụng hệ thống radar phòng không một cách hiệu quả hơn là người Đức có thể nhận ra, thì không quân Đức cũng đã cố gằng tận dụng ưu thế tấn công của mình với các hệ thống radio hàng hải tân tiến mà ban đầu Anh không phát hiện ra. Một trong số đó là hệ thống Knickebein ("chân cong"), được sử dụng vào ban đêm trong những cuộc đột kích cần độ chính xác cao. Nhưng hiếm khi nó được sử dụng trong Trận chiến nước Anh.

### Giải cứu không-biển
Luftwaffe đã được chuẩn bị tốt hơn so với RAF về công tác giải cứu không-biển, với đơn vị Seenotdienst (quân chủng giải cứu biển) được trang bị thủy phi cơ Heinkel He 59 được đặc biệt giao nhiệm vụ cứu vớt những phi hành đoàn bị bắn rơi tại biển Bắc, biển Manche và eo biển Dover. Ngoài ra, các máy bay của Luftwaffe còn được trang bị xuồng cứu sinh và các phi hành đoàn có dự phòng thêm những gói hóa chất fluorescein mà khi phản ứng với nước sẽ tạo ra một mảng lớn màu xanh lá cây sáng dễ nhìn thấy.
Theo quy định của Công ước Genève, các máy bay He 59 không có trang bị vũ khí và phải sơn màu trắng với những ký hiệu đánh dấu đăng ký dân sự và chữ thập màu đỏ. Tuy vậy, máy bay của RAF vẫn tấn công các máy bay này, do đôi khi chúng vẫn được máy bay Bf 109 hộ tống.
Sau khi nhiều chiếc He 59 đi lẻ bị tiêm kích Anh ép phải hạ cánh xuống biển trong các ngày 1 và 9 tháng 7, một mệnh lệnh gây nhiều tranh cãi đã được ban hành đối với RAF vào ngày 13 tháng 7; quy định rằng từ ngày 20 tháng 7, các máy bay của đơn vị Seenotdienst phải bị bắn hạ. Một trong những lý do mà Churchill đưa ra là:
| “ | Chúng ta đã không nhận ra lực lượng giải cứu phi công này của đối phương khiến cho chúng lại có thể đến và ném bom vào thường dân vô tội của chúng ta một lần nữa... tất cả lực lượng giải cứu hàng không của Đức đều buộc phải hạ cánh hoặc bị bắn rơi bằng máy bay tiêm kích của ta theo như những mệnh lệnh rõ ràng đã được Nội các Chiến tranh chấp thuận. | ” |
| — | |   |

Bộ Hàng không đã chuyển một thông cáo đến chính phủ Đức vào ngày 14 tháng 7:
| “ | Chính phủ Hoàng gia Anh lúc này nhận thấy rằng máy bay địch có ký hiệu dân sự và đánh dấu chữ thập đỏ gần đây có bay qua các tàu của Anh trên biển và ở gần bờ biển Anh quốc, và rằng chúng đang được huy động vào những mục đích mà Chính phủ không thể xem là phù hợp với những đặc quyền nói chung của Phong trào Chữ thập đỏ. Chính phủ yêu cầu phải để cho các máy bay cứu thương phù hợp dễ dàng với công tác vận chuyển thương bệnh binh muốn, theo quy định của Hội Chữ thập đỏ, và những máy bay tham gia trực tiếp vào công tác sơ tán thương bệnh binh sẽ được tôn trọng, miễn là họ tuân thủ các quy định có liên quan của Công ước Geneva. Tuy nhiên, Chính phủ không thể xét miễn trừ đối với các máy bay bay trên những khu vực mà có chiến sự đang tiếp diễn ở trên mặt đất hay trên biển; hoặc đang tiếp cận các lãnh thổ của Anh và Đồng minh, hay lãnh thổ dưới nằm sự chiếm đóng của Anh, hay các tàu bè của Anh hoặc Đồng minh. Máy bay cứu thương nào không tuân theo những điều trên sẽ là tự chuốc lấy cho mình những nguy cơ và rủi ro. | ” |
| — | |   |

Những chiếc He 59 trắng chẳng mấy chốc đã được sơn lại thành màu ngụy trang và trang bị súng máy phòng thủ. Mặc dù sau đó có 4 chiếc He 59 khác đã bị máy bay RAF bắn hạ, đội Seenotdienst đã tiếp tục giải cứu các phi hành đoàn bị rơi của Luftwaffe và đồng minh của nó trong suốt cuộc chiến, và đã được Adolf Galland khen ngợi về lòng dũng cảm của họ.

## Chiến lược của Không quân Anh

### Hệ thống Dowding
Yếu tố quyết định trong việc phòng thủ nước Anh là hệ thống cơ sở hạ tầng liên hợp nhằm phát hiện, chỉ huy, và kiểm soát để điều khiển trận đánh. Đó là "Hệ thống Dowding", đặt theo tên người sáng tạo chủ yếu ra nó, Thống chế Không quân Hugh Dowding, người đứng đấu Bộ tư lệnh Tiêm kích RAF. Hệ thống này dựa trên nền tảng hệ thống phòng không độc đáo được thiếu tướng Edward Ashmore xây dựng nên từ năm 1917. Dowding đã kế thừa và hiện đại hóa nhiều tính năng mà Ashmore đã đi tiên phong, trong đó có việc sử dụng radio hai chiều và Quân đoàn Quan sát phòng không Hoàng gia (ROC). Tuy nhiên, phần cốt lõi của hệ thống Dowding là do chính Dowding thực hiện: việc sử dụng radar là theo chỉ thị của ông, và việc sử dụng nó, cùng với những thông tin hỗ trợ từ ROC, đã là điều mấu chốt đối với khả năng đánh chặn có hiệu quả các máy bay Đức đang tiến đến. Ông cũng kiên quyết cần phải có sự kết nối qua đường điện thoại (có dây dẫn được đặt sâu dưới lòng đất với lớp bảo vệ chống bom bằng bê tông) giữa những người điều khiển radar với trung tâm chỉ huy tác chiến: sở chỉ huy Bộ tư lệnh Tiêm kích đặt tại tu viện Bentley. Trong cuộc chiến này nhiều đơn vị thuộc Bộ tư lệnh Duyên hải và Binh chủng Không lực Hải quân đã được đặt dưới quyền của Bộ tư lệnh Tiêm kích.

#### Các đội nhóm
Không phận Anh quốc được chia thành 4 Nhóm:
- Nhóm 10 phòng thủ xứ Wales và vùng West Country do phó Đô đốc Không quân Sir Quintin Brand chỉ huy.
- Nhóm 11 bảo vệ miền đông nam xứ Anh và các hướng tiếp cận trọng yếu dẫn đến London do phó Đô đốc Không quân New Zealand Keith Park chỉ huy. Phòng tác chiến của Bộ tư lệnh Tiêm kích Nhóm 11 đóng tại một boongke ngầm ở RAF Uxbridge, là một trong các boongke Trận chiến nước Anh.
- Nhóm 12 phụ trách vùng Midlands và Đông Anglia do phó Đô đốc Không quân Trafford Leigh-Mallory chỉ huy.
- Nhóm 13 phòng thủ miền bắc xứ Anh, Scotland và Bắc Ireland do phó Đô đốc Không quân Richard Saul chỉ huy.

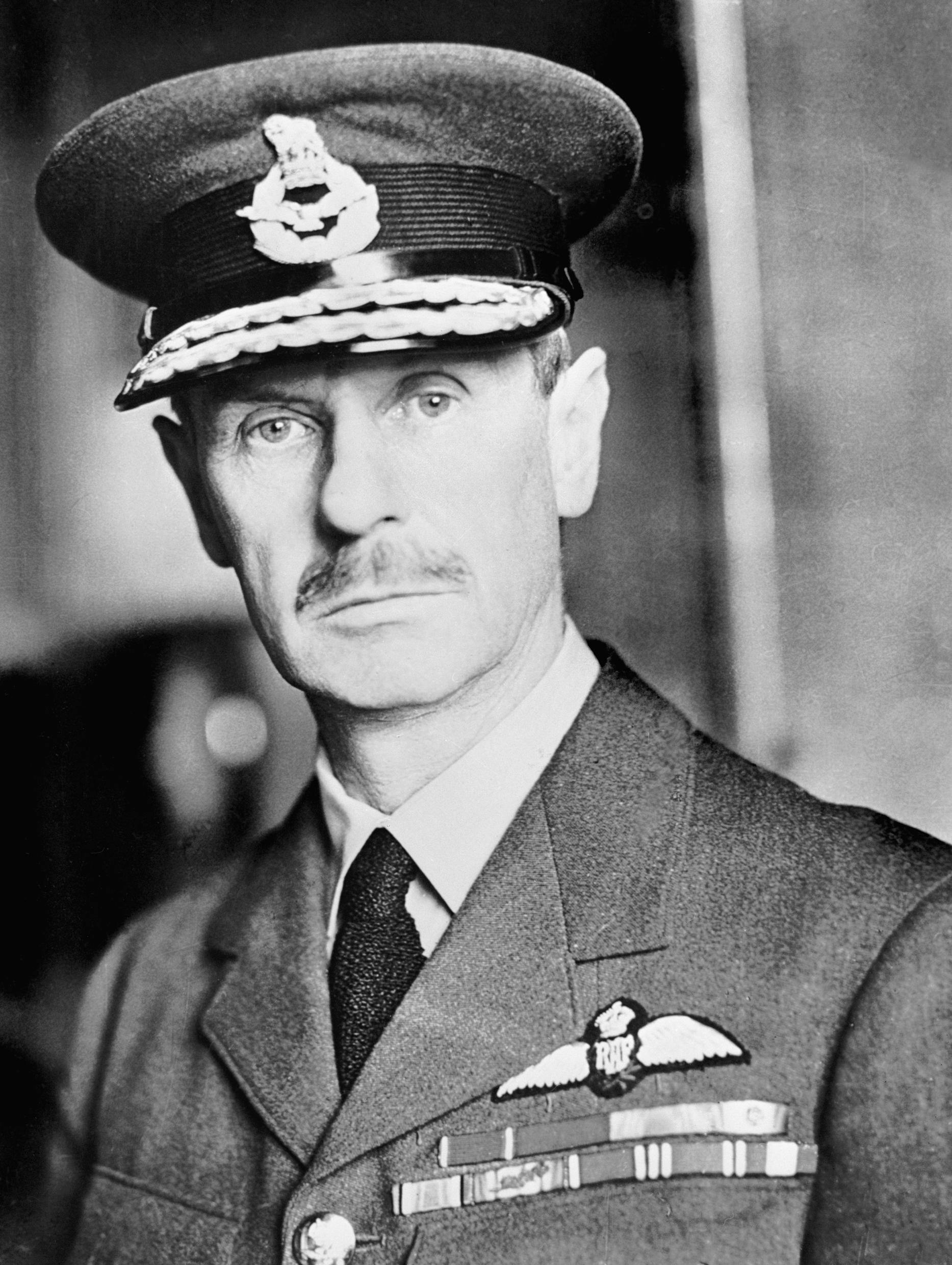
Thống chế không quân Hugh Dowding

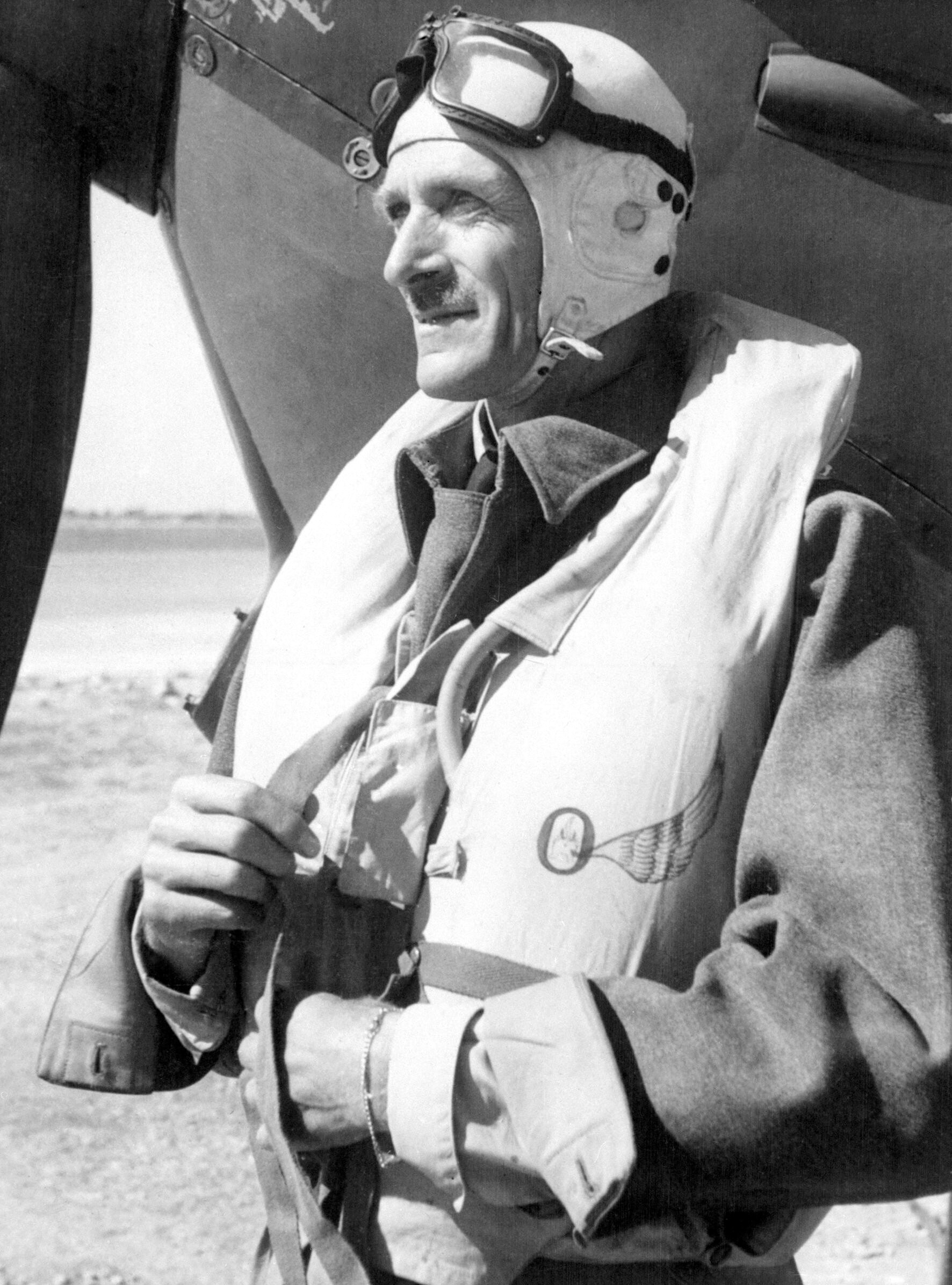
Keith Park cạnh chiếc Hurricane OK-2 của ông tại Malta năm 1942
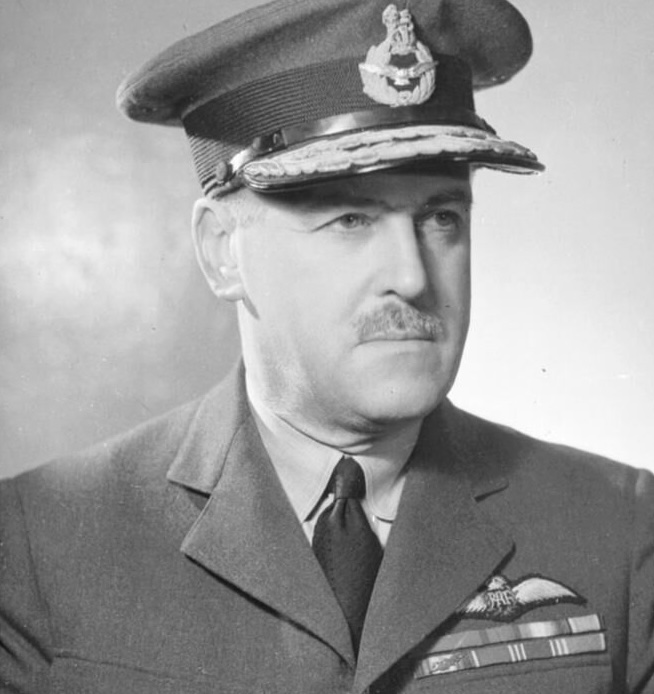
Tư lệnh Nhóm 12, Trafford Leigh-Mallory
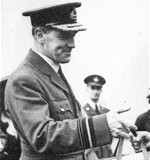
Tư lệnh Nhóm 10, Quintin Brand
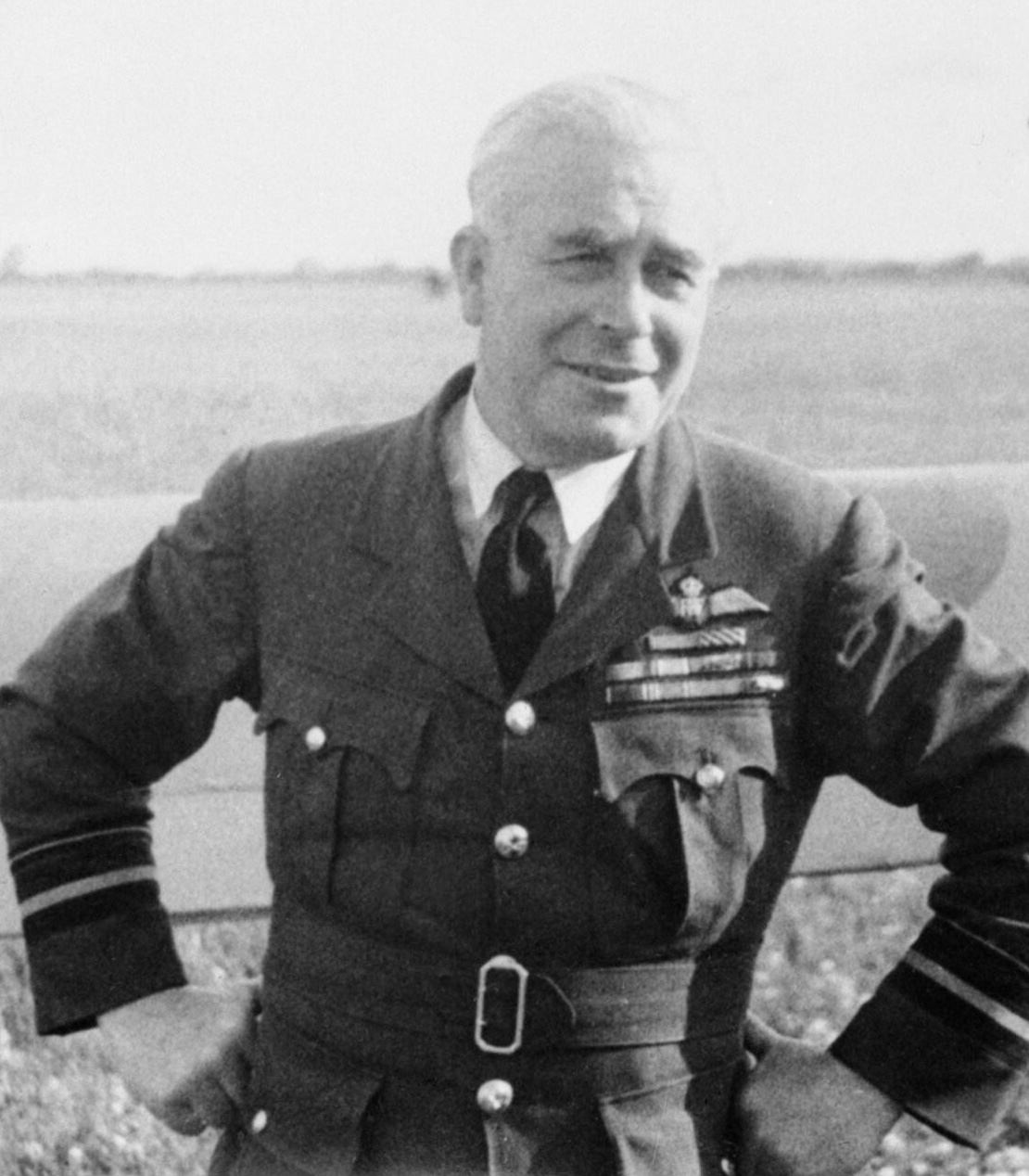
Tư lệnh Nhóm 13, Richard Saul

#### Hệ thống chỉ huy

Ranh giới bảo vệ hệ thống ra-đa Chain Home, các căn cứ và các nhóm không quân Anh

Thông thường những dấu hiệu đầu tiên của một cuộc không kích sắp đến sẽ được các cơ sở radar Chain Home đặt tại bờ biển ghi nhận. Trong hầu hết các trường hợp, radar có thể bắt được đội hình máy bay của Luftwaffe ngay khi họ còn đang tiến hành tổ chức trên không phận các sân bay. Một khi các máy bay tấn công đã tiến vào nội địa Anh Quốc, thì những đội hình đó còn bị xác định bởi Quân đoàn Quan sát phòng không Hoàng gia. Thông tin từ radar và Quân đoàn Quan sát phòng không sẽ được chuyển qua cho các phòng tác chiến chính thuộc Tổng hành dinh Bộ tư lệnh Tiêm kích đặt tại tu viện Bentley. Các biểu đồ được lập ra để xác định xem các máy bay đó là "thù địch" hay "thân thiện". Nếu là thù địch, thông tin sẽ được chuyển đến "phòng tác chiến" chính, nằm trong một boongke lớn ngầm dưới đất.
Tại đây dòng thông tin về mỗi cuộc tấn công sẽ được WAAF (Không lực Phụ trợ của nữ) tính toán, họ nhận thông tin qua một hệ thống điện thoại. Tin tình báo còn được cung cấp thêm từ các trạm sóng của ban "Y", có nhiệm vụ theo dõi việc truyền tín hiệu radio của đối phương, và trung tâm giải mã "Ultra" đặt tại công viên Bletchley. Các thẻ màu đại diện cho mỗi cuộc tấn công được đặt trên một chiếc bàn lớn, có trải một tấm bản đồ nước Anh và kẻ các ô vuông theo Hệ thống dữ liệu mạng lưới quốc gia Anh. Màu thẻ sử dụng cho sự kiện nào đó được xác định theo thời điểm phát hiện, là màu sắc được xác định bằng kim phút của đồng hồ quân khu. Khi lộ trình của các máy bay tấn công có thay đổi, tấm thẻ sẽ được đẩy đi trên bản đồ bằng một "que cào" có từ tính. Hệ thống này cho phép các kiểm soát viên tiêm kích chính (thường là cấp chỉ huy đội bay) cà Dowding có thể nhanh chóng nhìn ra địa điểm mà đối phương nhắm đến và nhận định các mục tiêu dự kiến của họ. Thời gian của các thông tin được thể hiện rõ ràng bằng màu sắc của các tấm thẻ. Nhờ tính đơn giản của hệ thống này mà các quyết định có thể được đưa ra một cách nhanh chóng và dễ dàng.
Ngoài các kiểm soát viên, hầu hết các phòng ban và bản đồ thông tin được điều hành bởi những thành viên của WAAF. Trước chiến tranh, vẫn còn rất nhiều nghi ngờ về năng lực của phái nữ trong việc chịu đựng các điều kiện chiến đấu, khi nhiều nữ phi công được huy động ra các sân bay và trạm radar ở tiền tuyến. Thực tế cuộc chiến đã chứng minh rằng những nghi ngờ đó là vô căn cứ và đóng góp của WAAF đã trở thành cần thiết đối với RAF trong hệ thống kiểm soát và liên lạc, cũng như nhiều công việc khác.
Thông tin này cũng đồng thời được chuyển đến cho sở chỉ huy của mỗi Nhóm (ví dụ như trạm RAF Uxbridge cho Nhóm 11), tại đó nó được "lọc" qua một phòng phụ trách lọc thông tin (nghĩa là đối chiếu, kiểm tra chéo và đơn giản hóa), trước khi chuyển qua cho các phòng tác chiến khác, cũng được đặt trong các boongke Trận chiến nước Anh ở ngầm dưới đất. Do Nhóm nắm quyền kiểm soát chiến thuật trong trận đánh, các phòng tác chiến được bố trí khác so với tại tu viện Bentley. Bản đồ chính trên bảng biểu đồ đại diện cho khu vực chỉ huy của Nhóm và các sân bay có liên quan. Các trang bị điện thoại và radio thu và phát luồng thông tin liên tục từ nhiều sân bay quân khu và từ Quân đoàn Quan sát, Bộ tư lệnh Phòng không và lực lượng hải quân. "Nhiệm vụ kiểm soát viên tiêm kích" (ví dụ như Nhóm 11) là đại diện cá nhân của Park, có trách nhiệm nắm bắt được thời điểm và cách thức đối phó từng cuộc tấn công. Ông này sẽ ra lệnh cho các đội bay xuất kích và bố trí họ theo cách mà ông ta nghĩ là đúng nhất. Sự kịp thời đóng vai trò cốt yếu, bởi vì "mỗi phút trì hoãn không cần thiết để đợi xác định chính xác cuộc tấn công đang đến đồng nghĩa với việc các máy bay tiêm kích của chúng ta sẽ không có được độ cao khoảng 2.000 feet cần thiết để họ có thể chặn đánh kẻ thù." (Willoughby de Broke, kiểm soát viên tiêm kích thâm niên tại Uxbridge.)
Mỗi phòng ban của Nhóm có một "bảng tổng quát" cho thấy mỗi đội bay hiện có trong Nhóm đó. Bảng này có một hệ thống đèn chiếu sáng cho phép kiểm soát viên thấy được tình trạng của các đội bay: Ngắt (không phục vụ); Hiện hữu (xuất kích trong 20 phút); Sẵn sàng (xuất kích trong 5 phút); Chờ (phi công đã trong buồng lái, xuất kích trong 2 phút); Đã xuất kích và vào vị trí; Thấy đối phương; Chuẩn bị hạ cánh; Đã hạ cánh và tiếp nhiên liệu/vũ trang lại. Bên cạnh bảng tổng quát có thể quan sát rõ ràng, còn có một bảng khí tượng cho thấy tình trạng thời tiết xung quanh mỗi sân bay. Trách nhiệm liên tục cập nhật thông tin cho bảng tổng quát và bảng khí tượng thuộc về các nhân viên đồ án của WAAF.
Các kỹ sư điện thoại của Tổng cục Bưu điện Anh (GPO) đóng một vai trò trọng yếu là "những người làm từng mọi giờ để sửa chữa hệ thống liên lạc, lắp đặt hoàn thiện các phương tiện mới tại các trung tâm khẩn cấp, và duy trì hoạt động cho hệ thần kinh của Bộ tư lệnh Tiêm kích..." (Thiếu tướng Không quân Eric Roberts, tư lệnh quân khu Middle Wallop năm 1940)
Tuy nhiên, giữa các Nhóm được bố trí giúp đỡ lẫn nhau; ví dụ như Park chỉ có thể yêu cầu - chứ không phải ra lệnh - sự hỗ trợ của Brand (người thường cuyên phối hợp), hoặc từ Leigh-Mallory (người vẫn hay từ chối). Điều này là do Dowding đã không bao giờ đưa ra những mệnh lệnh thường trực về việc phối hợp tác chiến, cũng không xây dựng được một phương pháp để sắp xếp nó.
Còn có thêm một vấn đề nữa là các máy bay không được phân chia một cách công bằng giữa các Nhóm. Trong khi hầu hết các máy bay tiêm kích hữu hiệu của RAF là loại Spitfire, thì 70% máy bay của Nhóm 11 lại là loại Hurricane. "Tổng cộng, có ít hơn một phần ba số tiêm kích tốt nhất của Anh hoạt động tại quân khu chủ chốt."

#### Các quân khu
Các khu vực của các Nhóm được chia thành những Quân khu; mỗi viên sĩ quan chỉ huy Quân khu được giao cho từ 2 đến 4 đội bay. Các Trạm Quân khu, bao gồm một phi trường cùng một "phòng điều hành Quân khu", là trung tâm của cơ cấu này, và họ cũng chịu trách nhiệm điều hành những phi trường vệ tinh mà các đội bay có thể phân tán đến. Các phòng điều hành khác sao chép y nguyên cơ cấu này tại các Nhóm Tổng hành dinh, nhưng với quy mô nhỏ hơn và hầu hết vẫn đóng tại những công trình mái ngói một tầng làm bằng gạch ở trên mặt đất, rất dễ bị tấn công. Đến năm 1940, phần lớn trong số chúng được bảo vệ sơ sài bằng một bờ đất gọi là "tường nổ" bao quanh, có độ cao ngang bằng với mái hắt. May mắn cho Bộ tư lệnh Tiêm kích là bộ phận tình báo của Luftwaffe đã không biết đến tầm quan trọng của những phòng này và hầu hết trong số chúng đều được yên ổn. Các phòng điều hành tại Biggin Hill đã bị phá hủy trong một cuộc đột kích ngày 31 tháng 8, nhưng là do bom rơi lạc. Nguy cơ của các phòng này trong thời gian chiến tranh đã được nhận ra và các sân bay mới được xây dựng theo chương trình mở rộng vào những năm 1930 đã có những kết cấu mới hình chữ "L" chống được bom Mk II. Để phòng xa, các phòng điều hành khẩn cấp được xây dựng tại những địa điểm khác cách xa các sân bay, hơi kém hiệu quả hơn một chút; ví dụ như trạm RAF Kenley có thể dùng phòng thay thế đóng tại một cửa hàng thịt gần Caterham. Bảng biểu đồ được trình bày với một bản đồ quân khu cùng các sân bay của nó, và các bộ phận tổng hợp và thời tiết phản ánh lại nguồn thông tin chính xác hơn này.
Khi có lệnh của Nhóm Tổng hành dinh, trạm quân khu sẽ cho các đội bay của mình xuất kích. Mỗi lần cất cánh, các đội bay sẽ được điều khiển bởi hệ thống radio-điện thoại từ trạm quân khu. Các đội bay có thể được lệnh tuần tra các sân bay hoặc các mục tiêu trọng yếu hay đi đánh chặn cuộc tấn công đang đến. Cũng như chỉ đạo các đội bay tiêm kích, các trạm Quân khu cũng kiểm soát cả các khẩu đội phòng không trong khu vực; mỗi sĩ quan quân đội ngồi cạnh một viên kiểm soát tiêm kích và điều khiển khẩu đội pháo khi nào khai hỏa, và nếu có máy bay của RAF bay vào tầm bắn thì sẽ ra lệnh cho các khẩu pháo phải ngừng bắn.

#### Thiếu sót
Mặc dù là hệ thống phòng không tinh vi nhất thế giới vào thời điểm lúc bấy giờ, hệ thống Dowding cũng có nhiều hạn chế. Trong đó, có một nhu cầu rất rõ ràng nhưng thường không được nhấn mạnh, đó là sự cần thiết phải có các nhân viên bảo trì trên mặt đất với đầy đủ trình độ, nhiều người đã được đào tạo theo chương trình Aircraft Apprentice (máy bay tập sự) do Hugh Trenchard tiến hành. Các radar hay gặp những sai sót đáng kể còn Quân đoàn Quan sát phòng không thì gặp nhiều khó khăn trong việc phát hiện các cuộc tấn công ban đêm và trong thời tiết xấu. Liên lạc bằng radio-điện thoại với các máy bay tiêm kích cũng bị hạn chế do các máy thu tiêu chuẩn được các tiêm kích của RAF sử dụng vào đầu cuộc chiến là loại TR9D cao tần, hoạt động trong dải tần số từ 4.3-6.6 MHz; RAF đã sớm nhận ra thiết bị này bị giới hạn về phạm vi thu phát tín hiệu vô tuyến do công suất kém. Ngoài ra, việc số lượng các máy phát vô tuyến cao tần dân sự, quân sự, và của nước ngoài tăng thêm từ khi máy TR9 được chấp nhận đồng nghĩa với việc thường xuyên bị nhiễu và đè sóng, rõ ràng gây khó khăn cho việc liên lạc với các máy bay tiêm kích. Việc mỗi đội bay có một tần số riêng cũng gây ra hạn chế, nó làm cho việc liên lạc giữa các đội bay trở nên bất khả thi. Cuối cùng, hệ thống thiết bị theo dõi các máy bay tiêm kích của RAF, gọi là HF/DF hay "Huff-Duff", đã hạn chế các quân khu tối đa có 4 đội bay trên bầu trời. Việc tăng cường thêm các hệ thống IFF, "Pipsqueak" sau đó nhằm đồng nhất các máy bay của RAF đã lập nên một kênh phát thanh mới.
Bắt đầu từ tháng 9 năm 1940, radio siêu cao tần T/R loại 1133 đã thay thế cho radio TR9. Thiết bị mới này trước đây đã được trang bị cho máy bay Spitfire thuộc các đội bay số 54 và 66 của RAF từ tháng 10 năm 1939, nhưng việc sản xuất bị đình lại do phải tăng cường loại máy T/R 1143, khiến cho phần lớn máy bay Spitfire và Hurricane không được sử dụng loại thiết bị này cho đến tháng 10 năm 1940. Phạm vi bắt sóng được mở rộng lên rõ rệt, và các kiểm soát viên và phi công có những kênh liên lạc rộng tầm hơn để lựa chọn.

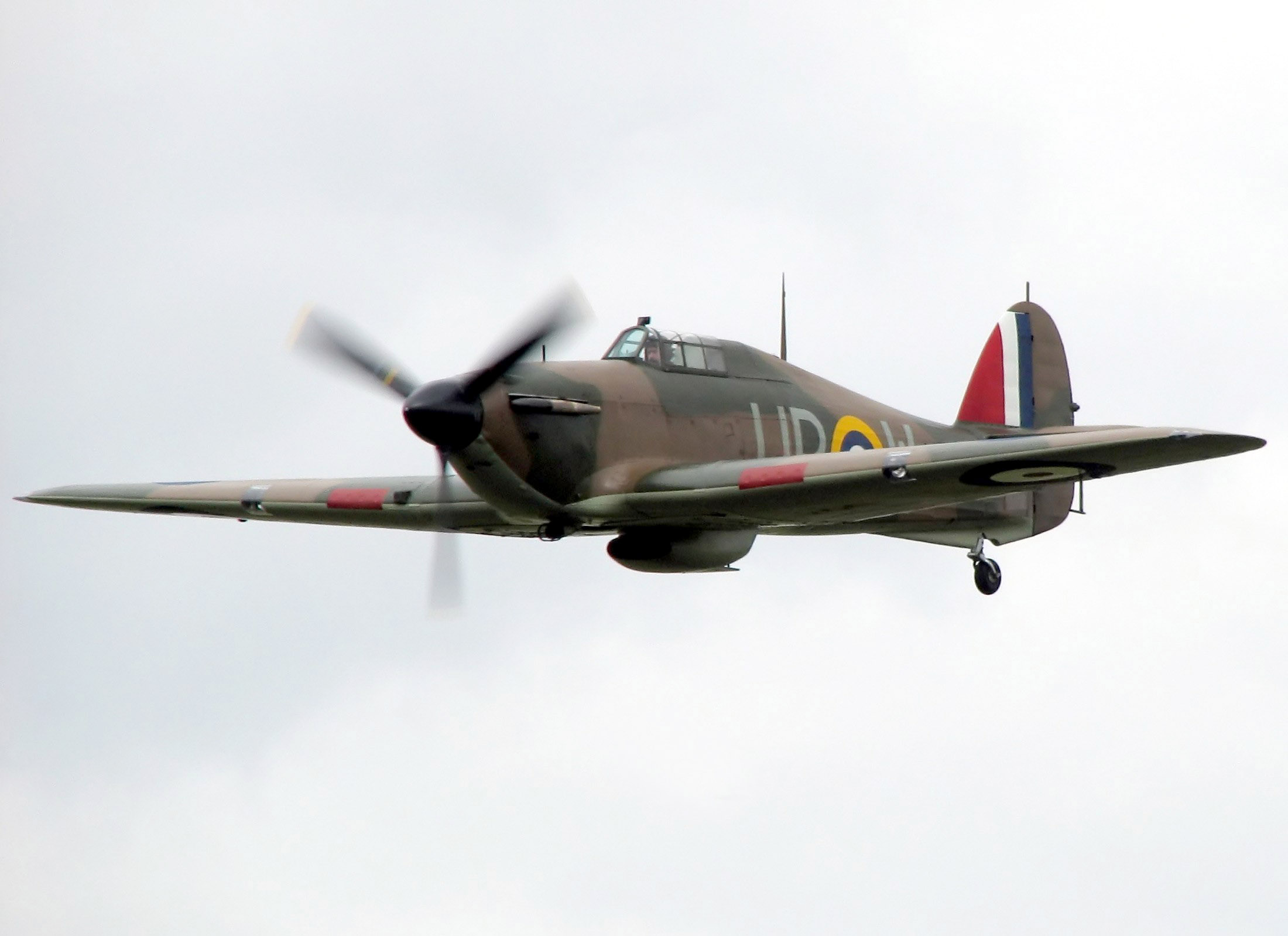
Một chiếc Hawker Hurricane I năm 2008, từng tham gia cuộc không chiến tại Anh.

#### Hiệu quả của tình báo tín hiệu
Không rõ việc người Anh đã bắt được mật mã của máy Enigma, được người Đức sử dụng trong việc bảo mật liên lạc vô tuyến, có ảnh hưởng như thế nào đến cuộc chiến. Các thông tin thu được bằng cách chặn tín hiệu Enigma (người Anh gọi là Ultra), đã đem lại cho các cấp chỉ huy của Anh cái nhìn toàn cảnh về những ý định của Đức. Theo F. W. Winterbotham, bậc thâm niên tiêu biểu của Bộ Tham mưu Hàng không thuộc Cục tình báo Bí mật, Ultra đã giúp xác nhận lực lượng và bố trí các đội hình máy bay của Luftwaffe, mục tiêu của các viên chỉ huy và cảnh báo sớm được một số cuộc tấn công. Vào đầu tháng 8, có một quyết định được đưa ra là một đơn vị nhỏ sẽ được thành lập tại tổng hành dinh của Bộ tư lệnh Tiêm kích (tại Stanmore) để xử lý dòng thông tin từ Bletchley và chỉ cung cấp cho Dowding những thông tin Ultra có giá trị nhất; theo đó Bộ Hàng không sẽ không phải chuyển những dòng tin tức liên miên đến Stanmore, đảm bảo bí mật, và Dowding không bị ngập đầu với những thông tin không cần thiết. Keith Park và những kiểm soát viên của ông cũng được biết về Ultra. Trong một cố gắng hơn nữa nhằm ngụy trang sự tồn tại của Ultra, Dowding đã thiết lập một đơn vị gọi là 421 Flight. Đơn vị này (sau trở thành đội bay số 91 của RAF), được trang bị các máy bay Hurricane và Spitfire và huy động các máy bay đi tìm kiếm và báo cáo về các đội hình của Luftwaffe đang tiếp cận Anh. Thêm vào đó là một tổ chức nghe radio (gọi là ban Y), giám sát các động thái truyền đạt tín hiệu của Luftwaffe, cũng góp phần đáng kể trong việc sớm cảnh báo về các cuộc tấn công.

### Giải cứu không-biển
Một trong những thiếu sót lớn nhất trong toàn bộ hệ thống này là việc thiếu mất một tổ chức giải cứu không-biển thích hợp. RAF đã bắt đầu tổ chức hệ thống Xuồng Tốc độ Cao (HSLs) từ năm 1940 dựa trên nền tảng là các tàu bay và một số địa điểm ở nước ngoài, nhưng họ vẫn tin rằng lưu lượng giao thông băng qua biển Manche khiến cho không cần thiết phải có một bộ phận giải cứu tại khu vực này. Họ mong là các phi công và phi hành đoàn bị rơi sẽ được các tàu thuyền đi ngang qua trục vớt. Nấu không thì các tàu cứu hộ địa phương sẽ được báo động, giả sử như có ai đó trông thấy viên phi công rơi xuống nước.
Các phi hành đoàn RAF được phát cho một áo phao, có biệt danh là "Mae West" nhưng trong năm 1940 vẫn phải bơm phồng bằng tay, điều này hầu như là không thể đối với những người đã bị thương hay bị choáng. Nước ở biển Manche và eo biển Dover rất lạnh ngay cả vào giữa mùa hè, còn quần áo của các phi hành đoàn RAF lại không giúp gì nhiều trong việc chống bị đông cứng. Một hội nghị trong năm 1939 đã đặc công tác giải cứu không-biển thuộc quyền Bộ tư lệnh Duyên hải. Do số phi công bị thiệt hại trên biển trong thời gian "Trận chiến Eo biển", ngày 22 tháng 8, việc kiểm soát các cuồng cứu hộ của RAF đã được chuyển qua cho các nhà chức trách hải quân địa phương và 12 máy bay Westland Lysander đã được giao cho Bộ tư lệnh Tiêm kích để giúp tìm kiếm các phi công trên biển. Tổng cộng có khoảng 200 phi công và phi hành đoàn bị mất trên biển trong toàn cuộc chiến. Đã không có một tổ chức giải cứu không-biển nào được thành lập cho đến năm 1941.

### Chiến thuật

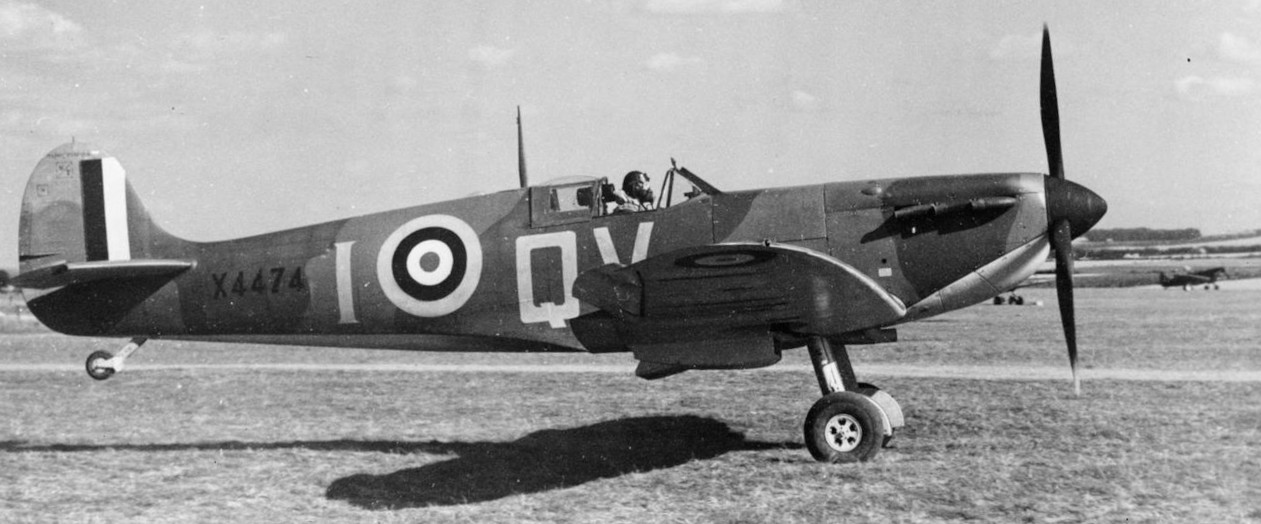
X4474, một máy bay Mk I Spitfire thuộc đội bay số 19 của RAF tháng 9 năm 1940. Trong trận chiến nước Anh, đội bay số 19 là một phần trong phi đội Duxford.

Gánh nặng của cuộc chiến được đặt lên vai của Nhóm 11. Chiến thuật của Keith Park là phái các đội bay riêng lẻ đi chặn đánh cuộc tấn công. Điều này nhằm mục đích khiến cho các máy bay ném bom tiếp cận của đối phương bị tấn công liên tục bởi một số lượng tương đối nhỏ các máy bay tiêm kích Anh và cố gắng phá vỡ các đội hình máy bay ném bom chặt chẽ của Đức. Khi một đội hình đã bị phân tán, thì những máy bay đi sau có thể bị tiêu diệt từng chiếc một. Trong trường hợp có nhiều đội bay địch tiến hành được cuộc đột kích, thì sẽ để những chiếc Hurricane bay chậm ngăn chặn máy bay ném bom, còn máy bay Spitfire bay nhanh hơn sẽ chống lại lực lượng tiêm kích hộ tống. Tuy nhiên ý tưởng này không phải lúc nào cũng thu được kết quả, trong những thỉnh thoảng những lần Spitfire và Hurricane đảo ngược vai trò cho nhau. Park còn ban hành chỉ thị cho các đơn vị của mình phải tiến hành tấn công trực diện vào các máy bay ném bom, mặc dù những cuộc tấn công như vậy sẽ mang nhiều nguy cơ hơn. Hơn nữa, với tình trạng di chuyển nhanh trong những cuộc không chiến ba chiều, chỉ một số ít các phi công tiêm kích của RAF có thể tiến đánh trực diện vào máy bay ném bom của địch.
Trong cuộc chiến này, có một số chỉ huy, nhất là Leigh-Mallory, đã đề xuất để cho các đội bay tổ chức thành các "Đại Phi đội" (Big Wing), bao gồm ít nhất ba đội bay, để ồ ạt tấn công đối phương, phương pháp này đã được nghĩ ra đầu tiên bởi Douglas Bader.
Những người ủng hộ chiến thuật này cho rằng việc đánh chặn với số lượng lớn sẽ gây thiệt hại lớn hơn cho đối phương trong khi giảm thiểu được thiệt hại của mình. Những người phản đối lại chỉ ra rằng những Đại Phi đội sẽ làm tốn quá nhiều thời gian chuẩn bị, và tăng thêm nguy cơ cho các máy bay tiêm kích khi bị tấn công lúc đang tiếp nhiên liệu trên mặt đất. Ý tưởng Đại Phi đội cũng khiến cho các phi công cẩn thận về sự an toàn của họ, do khu vực chiến trường hỗn độn hơn. Điều này khiến cho người ta tin những Đại Phi đội có hiệu quả nhiều hơn so với thực tế của chúng.
Vấn đề này đã gây ra mâu thuẫn sâu sắc giữa Park và Leigh-Mallory, khi mà Nhóm 12 được giao nhiệm vụ bảo vệ các sân bay của Nhóm 11 trong khi các đội bay của Park chặn đánh các cuộc tấn công. Sự chậm trễ trong công tác tập hợp thành những Đại Phi đội đã khiến cho các đội hình thường không đến được đầy đủ, hoặc chỉ đến được sau khi máy bay ném bom Đức đã tấn công sân bay của Nhóm 11. Dowding, nhấn mạnh các vấn đề trong việc thực hiện các Đại Phi đội, đã gửi một bản báo cáo do Park biên soạn lên Bộ Hàng không ngày 15 tháng 11. Trong bản báo cáo, ông ta nêu bật lên rằng trong khoảng thời gian từ 11 tháng 9 đến 31 tháng 10, việc sử dụng rộng rãi các Đại Phi đội đã đem lại kết quả là chỉ có 10 cuộc đánh chặn và 1 máy bay Đức bị tiêu diệt, nhưng bản báo cáo này đã bị bỏ qua. Những phân tích thời hậu chiến sau đó đã đồng ý rằng cách tiếp cận của Dowding và Park là tối ưu đối với Nhóm 11.
Việc thuyên chuyển chức vụ của Dowding trong tháng 11 năm 1940 được cho là do những mâu thuẫn giữa Park và Leigh-Mallory về chiến lược chiến đấu ban ngày. Dù sao, những cuộc tấn công ác liệt và sự hủy diệt chúng gây ra trong thời gian cuộc oanh tạc Blitz cũng gây tổn hại cho cá nhân Dowding và Park, vì họ đã không thể xây dựng được một hệ thống phòng không hiệu quả chống máy bay tiêm kích vào ban đêm, là những đêìu mà phe Leigh-Mallory đã đem ra để chỉ trích họ từ lâu.

### Đóng góp của Bộ tư lệnh Ném bom và Duyên hải

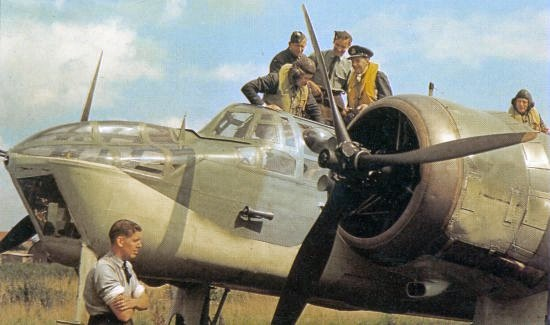
Một chiếc Bristol Blenheim Mk IV thuộc đội bay số 21 của RAF.

Trong cuộc chiến này các máy bay thuộc Bộ tư lệnh Ném bom và Bộ tư lệnh Duyên hải đã tiến hành những phi vụ tấn công nhằm vào những mục tiêu tại Đức và Pháp. Sau những thảm họa ban đầu, với việc các máy bay ném bom Vickers Wellington bị bắn hạ với số lượng lớn trong cuộc tấn công Wilhelmshaven và các đội bay Fairey Battle được điều đến Pháp bị tiêu diệt hoàn toàn, thì tình hình trở nên rõ ràng rằng Bộ tư lệnh Ném bom cần phải hoạt động chủ yếu vào ban đêm nhằm đạt được hiệu quả mà không bị tổn thất lớn. Từ ngày 15 tháng 5 năm 1940, một chiến dịch ném bom ban đêm được triển khai nhằm vào ngành công nghiệp dầu mỏ, hệ thống thông tin liên lạc và mùa màng của Đức, chủ yếu là tại vùng Ruhr.
Trước những nguy cơ tăng cao, ngày 3 tháng 6 năm 1940, Bộ tư lệnh Ném bom đã thay đổi mục tiêu ưu tiên nhằm vào ngành công nghiệp máy bay của nước Đức. Ngày 4 tháng 7, Bộ Hàng không đã ra mệnh lệnh cho Bộ tư lệnh Ném bom phải tấn công các cảng biển và tàu bè của địch. Đến tháng 9, các xuồng lớn nhằm mục đích tấn công mà quân Đức cho tập hợp tại các bến cảng trên eo biển Manche đã trở thành mục tiêu ưu tiên hàng đầu. Đến ngày 7 tháng 9, chính phủ đưa ra cảnh báo rằng cuộc xâm lược dự kiến có thể diễn ra trong vòng vài ngày tới và ngay trong đêm hôm đó, Bộ tư lệnh Ném bom đã tấn công các cảng biển Manche cùng các kho tiếp tế đạn dược. Ngày 13 tháng 9, họ lại tiến hành một cuộc đột kích lớn khác vào các cảng biển Manche, đánh chìm 80 xuồng lớn tại cảng Ostend. 84 xuồng lớn khác cũng bị đánh đắm ở Dunkirk trong một cuộc đột kích khác ngày 17 tháng 9 và đến ngày 19 tháng 9, gần 200 xuồng lớn đã bị chìm. Những thiệt hại này có thể đã góp phần dẫn đến việc Hitler quyết định cho hoãn vô thời hạn Chiến dịch Sư tử biển. Thắng lợi của các cuộc đột kích này một phần là do Đức có ít các trạm radar Freya đặt tại Pháp, do đó hệ thống phòng không ở các cảng của Pháp không thể so sánh được với hệ thống phòng không tại Đức; và Bộ tư lệnh Ném bom đã huy động khoảng 60% lực lượng của mình vào mục tiêu các bến cảng trên biển Manche.
Các đơn vị máy bay Bristol Blenheim cũng đã đột kích vào các sân bay do Đức chiếm đóng suốt từ tháng 7 cho đến tháng 12 năm 1940, cả ngày lẫn đêm. Dù phần lớn các cuộc đột kích này đều không đạt hiệu quả, nhưng vẫn có một số thành công; ngày 1 tháng 8, 5 trong số 12 chiếc Blenheim được phái đi tấn công Haamstede và Evere (Brussels) đã thả được bom, phá hủy hoặc đánh hỏng nặng 3 chiếc Bf 109 thuộc phi đội 2, Không đoàn Tiêm kích 27 (Jagdgeschwader 27) và giết chết một phi đội trưởng được xác định là Albrecht von Ankum-Frank. Thêm 2 chiếc Bf 109 khác cũng được xạ thủ Blenheim xác nhận. Một cuộc đột kích thắng lợi khác tại Haamstede do một chiếc Blenheim duy nhất thực hiện ngày 7 tháng 8 đã phá hủy 1 chiếc Bf 109 thuộc phi đội 4, Không đoàn Tiêm kích 54, đánh hỏng nặng một chiếc khác và gây hư hỏng nhẹ cho thêm 4 chiếc nữa.
Có một số phi vụ mà các máy bay Blenheim đã phải chịu tỷ lệ thiệt hại đến 100%; như cuộc tấn công ngày 13 tháng 8 năm 1940 nhằm vào một sân bay của Luftwaffe ở gần Aalborg đông bắc Đan Mạch với 12 máy bay thuộc đội bay số 82 của RAF. Có một chiếc Blenheim quay về sớm (viên phi công này sau đó đã bị buộc tội và phải ra tòa án binh, nhưng đã bị giết trước đó trong một nhiệm vụ khác), còn 11 chiếc khác đã đến được Đan Mạch đều bị bắn hạ, 5 chiếc bởi hỏa lực phòng không và 6 do máy bay Bf 109. Trong số 33 phi hành viên tham gia cuộc tấn công, có 20 người tử trận và 13 bị bắt.
Cùng với các hoạt động ném bom, các đơn vị không quân có trang bị máy bay Blenheim cũng được tạo lập nhằm thực hiện nhiệm vụ do thám chiến lược tầm xa trên không phận nước Đức và những vùng bị Đức chiếm đóng. Trong vai trò này, các máy bay Blenheim lại một lần nữa cho thấy khả năng bay quá chậm và nguy cơ cao của mình trước lực lượng tiêm kích của Luftwaffe, và họ đã phải chịu nhiều thương vong liên tiếp.
Bộ tư lệnh Duyên hải thì hướng chú ý vào việc bảo vệ các tàu thuyền của Anh, và tiêu diệt các tàu thuyền của đối phương. Khi cuộc xâm lược đã trở nên ràng hơn, họ cũng tham gia vào việc tấn công các bến cảng và sân bay của Pháp, vào việc thả mìn, và tăng cường nhiệm vụ trinh sát trên bờ biển của đội phương. Từ tháng 7 đến tháng 10 năm 1940, tổng cộng đã có khoảng 9.180 phi vụ được các máy bay ném bom tiến hành. Mặc dù như vậy là ít hơn nhiều con số 80.000 phi vụ được thực hiện bởi các máy bay tiêm kích, các phi hành đoàn ném bom đã phải chịu thiệt hại bằng khoảng một nửa tổng số thiệt hại mà các đồng sự tiêm kích của họ phải chịu. Theo đó thì các đóng góp của lực lượng ném bom là nguy hiểm hơn nhiều nếu xét theo tỷ lệ thiệt hại trên từng phi vụ.
Những phi công thuộc các đơn vị ném bom, trinh sát và thuộc Bộ tư lệnh Duyên hải đã duy trì hoạt động trong suốt nhiều tháng với rất ít thời gian nghỉ ngơi và sự khen thưởng chính thức so với Bộ tư lệnh Tiêm kích. Trong bài diễn văn nổi tiếng ngày 20 tháng 8 ca ngợi Bộ tư lệnh Tiêm kích, Churchill cũng đã có đề cập đến những đóng góp của Bộ tư lệnh Ném bom, và nói thêm rằng những máy bay ném bom đó thậm chí đã đánh trả đến tận nước Đức; thế nhưng phần này của bài diễn văn cho đến tận ngày nay vẫn thường bị bỏ qua. Nhà thờ Trận chiến nước Anh tại Tu viện Westminster có ghi trong Danh sách Vinh danh 718 thành viên phi hành đoàn của Bộ tư lệnh Ném bom, và 280 thành viên Bộ tư lệnh Duyên hải đã tử trận trong khoảng thời gian từ ngày 10thangasa 7 đến 31 tháng 10 năm 1940.

## Các giai đoạn của cuộc chiến

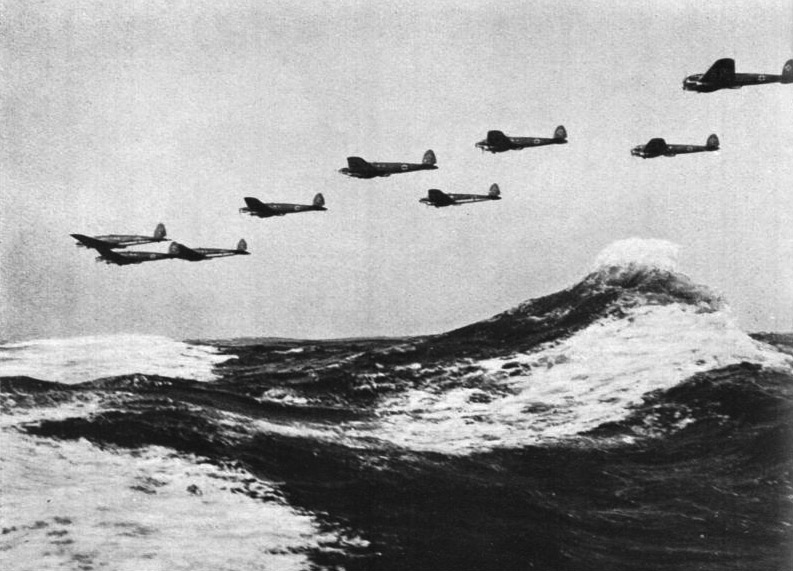
Các máy bay ném bom Heinkel He 111 của Đức trên Eo biển năm 1940

Cuộc chiến này thường được chia làm 4 giai đoạn:
- Từ 10 tháng 7 đến 11 tháng 8: những trận đánh trên eo biển (Kanalkampf).
- Từ 12 tháng 8 đến 23 tháng 8: Chiến dịch Đại bàng tấn công ("Adlerangriff"), những cuộc công kích đầu tiên vào các sân bay gần bãi biển.
- Từ 24 tháng 8 đến 6 tháng 9: Luftwaffe nhằm mục tiêu vào các sân bay. Giai đoạn gay cấn kịch liệt nhất của cuộc chiến.
- Từ 7 tháng 9 trở đi: các cuộc tấn công ban ngày chuyển sang nhằm vào các thị trấn và thành phố của Anh.

### Các trận chiến trên eo biển

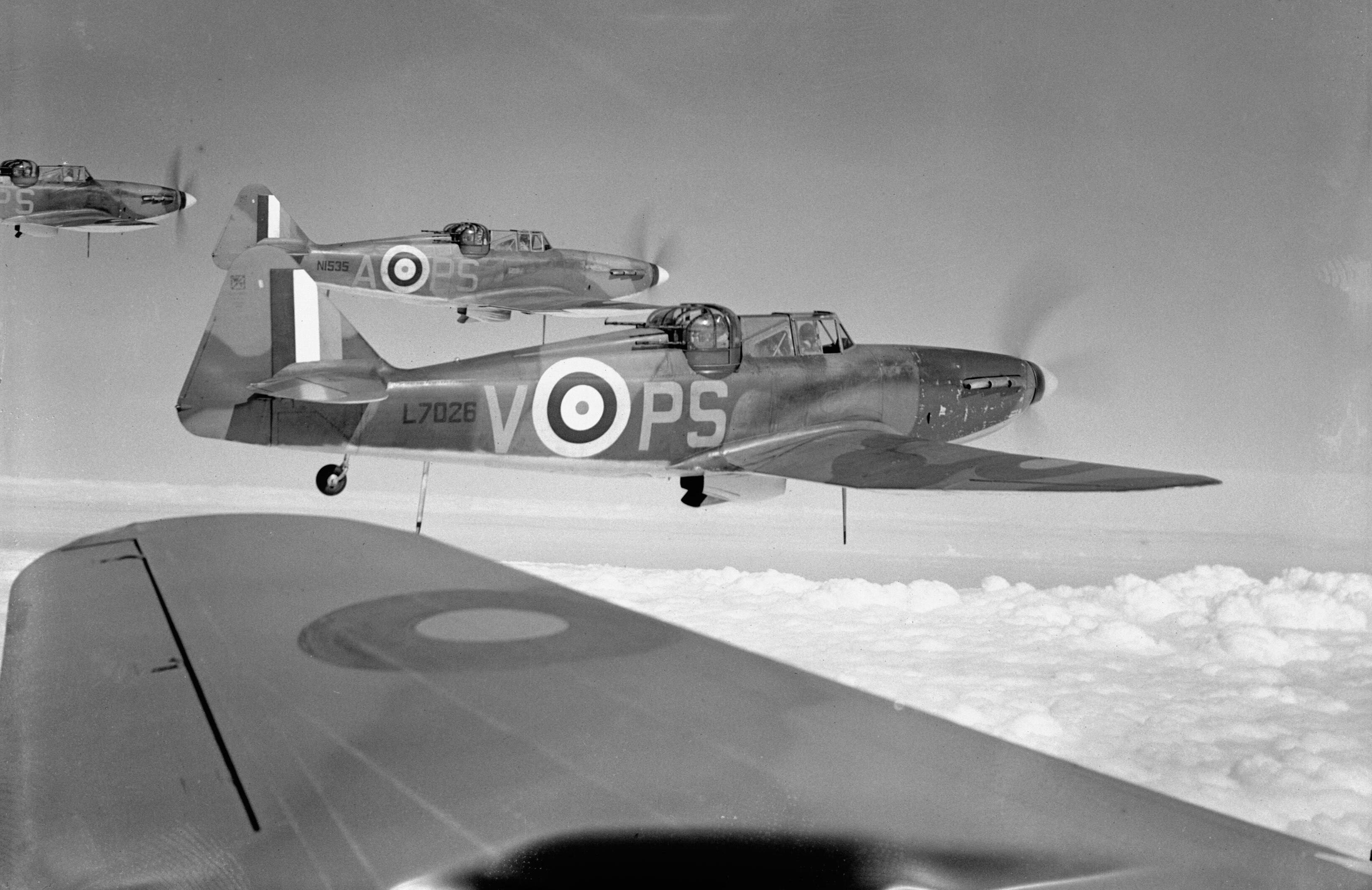
Hai chiếc máy bay Defiant thuộc đội bay số 264 của RAF.

"Những trận chiến trên Eo biển" (Kanalkampf) bao gồm một chuỗi những cuộc tấn công liên tục vào các đoàn tàu vận chuyển tại biển Manche. Chiến dịch này được mở một phần là do Kesselring và Sperrle không chắc chắn được điều gì khác để làm, và cũng để cho các phi hành đoàn Đức có thể tập dượt ít nhiều, đồng thời tạo cơ hội thăm dò hệ thống phòng thủ của Anh. Dowding chỉ có thể triển khai bảo vệ các tàu vận tải ở mức tối thiểu, và những trận chiến ngoài khơi này có khuynh hướng có lợi cho người Đức, vì họ có lực lượng hộ tống máy bay ném bom có ưu thế về độ cao và số lượng áp đảo lực lượng tiêm kích Anh. Từ ngày 9 tháng 7, những hoạt động trinh sát của các máy bay ném bom Dornier Do 17, cùng với nhu cầu phải có các đội tuần tra thường trực cho những đoàn tàu vận chuyển đã đặt các phi công và máy móc của RAF vào tình trạng căng thẳng nghiêm trọng, làm tổn hao nhiên liệu, số giờ máy móc và làm kiệt sức các phi công, với nhiều tổn thất của RAF trước các máy bay Bf 109. Khi 9 chiếc Defiant thuộc đội bay 141 của RAF đi vào hoạt động vào ngày 19 tháng 7, 6 chiếc đã bị máy bay Bf 109 bắn hạ trước khi một đội bay Hurricane kịp đến can thiệp. Ngày 25 tháng 7, một đoàn tàu chở than cùng các khu trục hạm hộ tống đã bị thiệt hại nặng nề bởi đòn tấn công của những máy bay ném bom bổ nhào Stuka, không quân Anh bắn hạ được 16 máy bay địch nhưng cũng bị thiệt 7 chiếc. Bộ Hải quân Anh quyết định các đoàn tàu vận tải phải di chuyển vào ban đêm. Đến ngày 8 tháng 8, thêm 18 tàu chở than và 4 khu trục hạm bị đánh đắm, nhưng Bộ Hải quân vẫn quyết định sẽ huy động tiếp một đoàn vận tải 20 tàu thủy chứ không chuyên chở than bằng đường xe lửa. Sau những đòn tấn công liên tiếp của máy bay Stuka trong ngày hôm đó, có 6 tàu bị hư hại nghiêm trọng, 4 chiếc bị đánh đắm và chỉ có 4 chiếc khác tới được điểm đến. Không quân Hoàng gia Anh mất 19 tiêm kích và bắn hạ được 31 máy bay Đức. Đến lúc này, Bộ Hải quân Anh đã phải hủy bỏ mọi công tác chuyên chở qua eo biển và thay vào đó chuyên chở hàng hóa bằng đường sắt. Tuy vậy, những cuộc giao chiến đầu tiên này đã đem lại cho cả bên nhiều kinh nghiệm thực tiễn. Đồng thời chúng cũng bắt đầu cho thấy những dấu hiệu đầu tiên rằng một số loại máy bay, như Defiant và Bf 110, không có đủ khả năng để tham gia những cuộc cận chiến rất phổ biến trong chiến dịch này.

### Các cuộc tấn công chủ yếu
Đòn tấn công chính vào hệ thống phòng thủ của RAF được đặt mật danh là Adlerangriff ("Đại bàng tấn công").
Thời tiết, yếu tố đã đóng một vai trò quan trọng chiến dịch này, đã làm Đức phải hoãn "Ngày Đại bàng" (Adlertag") cho đến ngày 13 tháng 8 năm 1940. Ngày 12 tháng 8, nỗ lực đầu tiên nhằm làm vô hiệu hóa hệ thống Dowding được tiến hành khi các máy bay thuộc phi đội chuyên dụng tiêm kích-ném bom gọi là Erprobungsgruppe 210 tấn công 4 trạm radar của Anh. 3 trạm trong số này phải ngừng hoạt động trong thời gian ngắn những đã làm việc trở lại trong vòng 6 tiếng đồng hồ. Những cuộc đột kích này đã cho thấy rằng các radar của Anh khó mà bị xóa sổ. Thất bại của các cuộc tấn công tăng cường tiếp sau đó đã cho phép RAF phục hồi những khu trạm này, và Luftwaffe đã bỏ quên mất việc đánh vào các cơ sở hạ tầng hỗ trợ, như đường dây liên lạc và trạm điện, điều có thể khiến cho các radar, dù rất khó bị phá hủy, vẫn sẽ trở nên vô dụng, kể cả khi chúng vẫn còn nguyên vẹn.
Ngày Đại bàng mở đầu bằng một chuỗi những cuộc tấn công, do đội Erprobungsgruppe 210 dẫn đầu, nhằm vào các sân bay gần bờ biển vốn dùng làm bãi đổ bộ đầu tiên cho các tiêm kích của RAF, cũng như các "sân bay vệ tinh" (trong đó có các sân bay Manston và Hawkinge). Sau một tuần, việc tấn công các sân bay chuyển dần vào sâu hơn trong nội địa, và các cuộc tấn công cứ lặp đi lặp lại nhằm vào các trạm radar. Ngày 15 tháng 8 đã trở thành "Ngày vĩ đại nhất" khi mà Luftwaffe tăng cường các phi vụ lên đến con số cao nhất trong toàn chiến dịch. Tập đoàn quân Không quân số 5 đã tấn công miền bắc xứ Anh. Tin rằng sức mạnh của Bộ tư lệnh Tiêm kích tập trung cả ở phía nam, lực lượng đột kích này, đến từ Đan Mạch và Na Uy, đã gặp phải sự kháng cự mãnh liệt ngoài dự kiến. Không được hộ tống đầy đủ bằng máy bay Bf 110, các máy bay ném bom này đã bị bắn hạ với số lượng lớn. Vùng Đông Bắc Anh đã bị 65 máy bay Heinkel 111 với 34 chiếc Messerschmitt 110 hộ tống tấn công, còn trạm RAF Great Driffield bị tấn công bởi 50 chiếc Junkers 88 không có hộ tống. Trong tổng số 115 máy bay ném bom và 35 máy bay tiêm kích được huy động, có 16 máy bay ném bom và 7 tiêm kích bị tiêu diệt. Vì những thiệt hại này mà Tập đoàn quân Không quân số 5 đã không thể phục hồi lại được sức mạnh trong suốt cuộc chiến.
Ngày 18 tháng 8, ngày mà con số thương vong của cả hai bên lên đến mức cao nhất, đã được coi là "Ngày khó khăn nhất". Sau những trận đánh kịch liệt ngày 18 tháng 8, tình trạng kiệt quệ và điều kiện thời tiết đã làm giảm bớt giao tranh trong gần một tuần lễ, để cho Luftwaffe có điều kiện nhìn lại về hoạt động của mình. "Ngày khó khăn nhất" đặt dấu chấm hết cho loại máy bay Ju 87 trong chiến dịch này. Loại cựu binh của chiến thuật chiến tranh chớp nhoáng này quá dễ dàng bị tiêu diệt bởi các máy bay tiêm kích trên bầu trời nước Anh, và để bảo toàn lực lượng Stuka, Göring đã rút chúng ra khỏi cuộc chiến. Điều này đã lấy đi vũ khí ném bom chính xác chủ yếu của Luftwaffe và chuyển gánh nặng của công tác tấn công các mục tiêu chính xác sang cho đội Erprobungsgruppe 210 vốn đã chịu nhiều áp lực căng thẳng. Máy bay Bf 110 cũng đã cho thấy chúng quá vụng về trong việc cận chiến với máy bay tiêm kích một động cơ, và chúng chỉ còn tham chiến với tỷ lệ hạn chế. Chúng chỉ còn được sử dụng khi phạm vi yêu cầu hoặc khi không có đủ máy bay hộ tống một động cơ cho các máy bay ném bom.
Göring còn đưa ra thêm một quyết định tai hại: ra lệnh tăng cường máy bay hộ tống các cuộc ném bom và giảm bớt các phi vụ "săn tự do". Để đạt được điều này, gánh nặng của cuộc tấn công giờ đặt lên vai của đơn vị Tập đoàn quân Không quân số 2, và phần lớn máy bay Bf 109 thuộc đơn vị Tập đoàn quân Không quân số 3 được chuyển sang đặt dưới quyền chỉ huy của Kesselring, tăng cường cho các căn cứ tiêm kích tại Pas-de-Calais. Mất đi lực lượng tiêm kích, đơn vị Tập đoàn quân Không quân số 3 sẽ tập trung vào các chiến dịch ném bom ban đêm. Göring, thất vọng với biểu hiện của các máy bay tiêm kích trong chiến dịch, đã tiến hành một sự thay đổi lớn trong cơ cấu chỉ huy của các đơn vị tiêm kích, thay thế nhiều viên chỉ huy bằng những phi công trẻ tuổi và năng nổ hơn như Adolf Galland và Werner Mölders.
Cuối cùng, Göring đã cho ngừng việc tấn công các hệ thống radar. Điều này được xem như một thất bại, và cả vị Thống chế Đế chế lẫn cấp dưới của ông ta đều không nhận ra được tính sống còn của các trạm radar Chain Home đối với công tác phòng không của Anh. Dù biết các radar có thể đưa ra một số cảnh báo sớm về những cuộc tấn công, nhưng các phi công tiêm kích Đức vẫn tin rằng chúng chỉ là để khích lệ quân lính Anh chiến đấu.

### Không quân Đức nhằm vào các sân bay của RAF

#### Diễn biến
Ngày 19 tháng 8 năm 1940. Göring ra lệnh tấn công các nhà máy sản xuất máy bay; đến ngày 23 tháng 8 ông ta lại quyết định nhằm vào các sân bay của RAF. Tối hôm ấy, một cuộc tấn công đã được tiến hành tại một nhà máy lốp xe ở Birmingham. Những cuộc đột kích vào các sân bay kéo dài suốt ngày 24 tháng 8, và Portsmouth là nơi bị đánh mạnh nhất. Đêm hôm đó, nhiều khu vực thuộc London bị oanh tạc; phần phía đông thành phố bốc cháy và bom rơi ngay tại trung tâm thủ đô. Một số sử gia tin rằng số bom này là do một nhóm các máy bay Heinkel He 111 thả nhầm sau khi không tìm thấy được mục tiêu của họ; giả thuyết này còn đang gây nhiều tranh cãi. Để trả đũa, RAF đã oanh tạc Berlin trong đêm 25–26 tháng 8, và sau đó còn tiếp tục nhiều lần đột kích Berlin. Niềm kiêu hãnh của Göring bị tổn thương, do trước đó ông ta đã tuyên bố rằng người Anh sẽ không bao giờ có thể ném bom thành phố. Những cuộc tấn công này cũng làm Hitler nổi khùng, và ra lệnh phải tiến hành tấn công trả đũa tại London.
Từ ngày 24 tháng 8 trở đi, trận chiến trở thành một cuộc đấu giữa Tập đoàn quân Không quân số 2 của Kesselring và Nhóm 11 của Park. Luftwaffe tập trung toàn bộ lực lượng nhằm đánh gục Bộ tư lệnh Tiêm kích và tiến hành tấn công liên tục vào các sân bay. Trong số 33 cuộc tấn công ác liệt trong 2 tuần lễ tiếp theo, thì có 24 cuộc là đánh các sân bay. Các trạm quân khu chủ chốt bị đánh liên tiếp: sân bay Biggin Hill và Hornchurch mỗi trạm 4 lần; sân bay Debden và North Weald mỗi trạm 2 lần. Các sân bay Croydon, Gravesend, Rochford, Hawkinge và Manston cũng bị tấn công nhiều lần. Trạm Eastchurch của Bộ tư lệnh Duyên hải bị oanh tạc ít nhất 6 lần do nó bị Đức cho là sân bay của Bộ tư lệnh Tiêm kích. Thỉnh thoảng những cuộc đột kích này cũng gây nhiều thiệt hại cho các trạm quân khu, và đe dọa sự toàn vẹn của hệ thống Dowding.
Đề bù đắp lại phần nào thiệt hại, khoảng 58 phi công tình nguyện thuộc Binh chủng Không lực Hải quân đã được phái đến cho các đội bay của RAF, và một số lượng tương đương các cựu phi công máy bay ném bom một động cơ Fairey Battle đã được tuyển dụng lại. Hầu hết những người thay thế đến từ Đơn vị Huấn luyện Tác chiến (Operational Training Unit - OTU) chỉ có được thời gian bay khoảng 9 tiếng đồng hồ và không có kỹ thuật tác xạ hoặc không được đào tạo tác chiến không đối không. Vào thời điểm này, tính đa quốc gia của Bộ tư lệnh Tiêm kích giữ vai trò lãnh đạo. Nhiều đội bay và cá nhân thuộc lực lượng không quân của các thuộc địa Anh đã được sáp nhập vào RAF, trong đó có cả các cấp chỉ huy cao cấp — người Úc, Canada, New Zealand, Rhodesia và Nam Phi. Ngoài ra, còn có đại diện những quốc tịch khác, như lực lượng nước Pháp tự do, Bỉ và 1 phi công Do Thái đến từ Palestine.

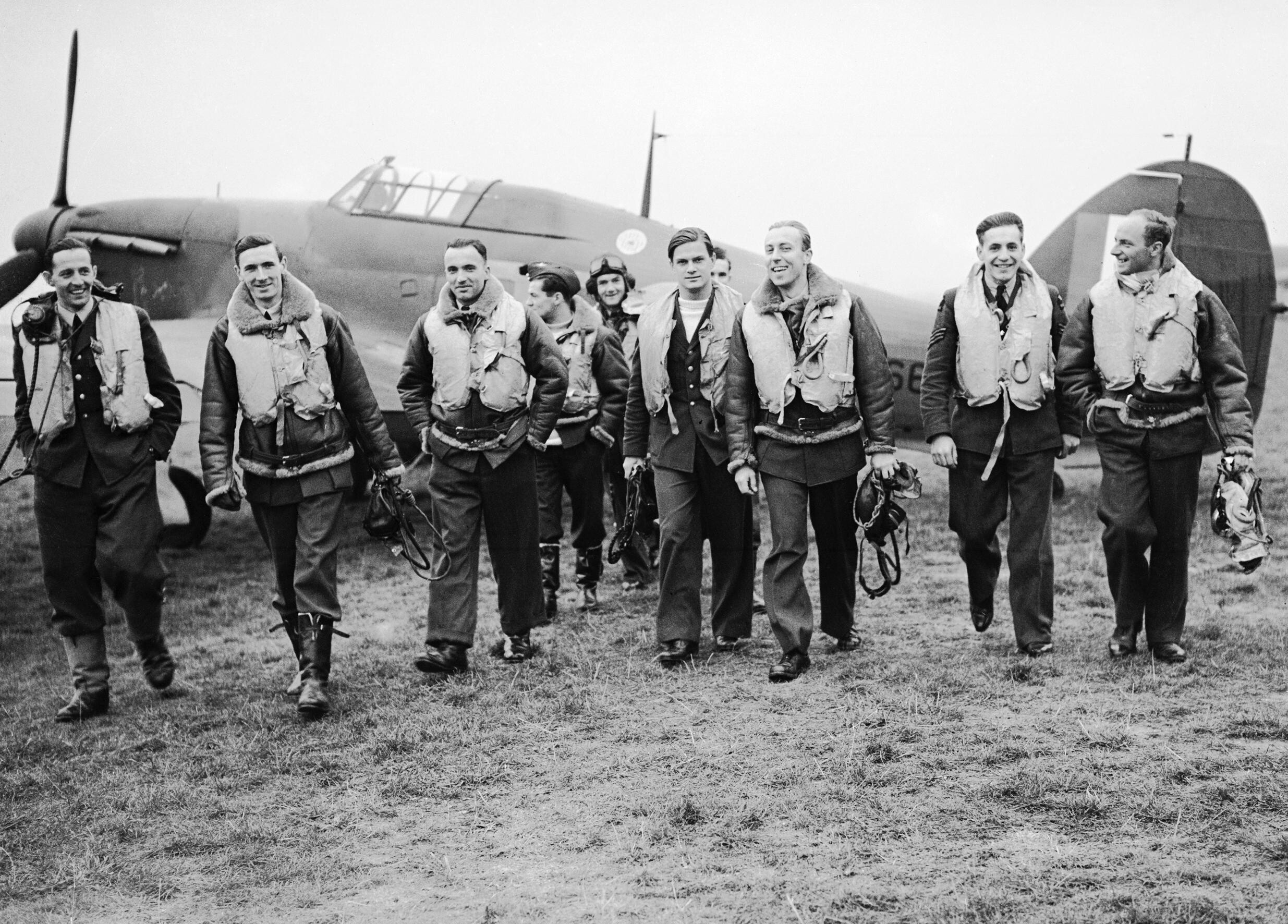
Các phi công Ba Lan thuộc đội bay 303 năm 1940.

Họ còn được hỗ trợ bởi những đội bay mới thành lập của Séc và Ba Lan. Điều này đã bị Dowding ngăn cản, vì ông ta cho rằng những phi hành đoàn không nói tiếng Anh sẽ gây ra những rắc rối khi làm việc trong hệ thống kiểm soát của ông.
Tuy nhiên, các phi công Ba Lan và Séc đã tỏ ra đặc biệt hữu dụng. Không quân Ba Lan trước chiến tranh đã có quá trình huấn luyện tổng quát và lâu dài với chất lượng cao, đã có kinh nghiệm thực chiến trong cuộc kháng chiến của Ba Lan; và khi Ba Lan bị xâm chiếm và nằm dưới sự chiếm đóng khắc nghiệt của Đức, thì tinh thần của họ được thúc đẩy mạnh mẽ. Đội bay Tiêm kích Ba Lan số 303 chính là đơn vị có thành tích cao nhất trong lực lượng đồng minh của Anh. Josef František, một phi công chuyên nghiệp của Séc đã bay từ đất nước bị chiếm đóng của mình đến tham gia cuộc kháng chiến của Ba Lan năm 1939 và sau đó gia nhập không quân Pháp trước khi đến Anh, đã chiến đấu trong đội bay 303 và cuối cùng được ghi nhận là người có thành tích cao nhất của RAF trong Trận chiến nước Anh.
RAF có lợi thế là được chiến đấu trên lãnh thổ của mình. Các phi công bị rơi máy bay có thể trở lại các sân bay của họ chỉ trong vài tiếng đồng hồ. Với các phi công của Luftwaffe, rơi xuống đất Anh có nghĩa là bị bắt, còn nhảy dù trên biển Manche thì thường bị chết đuối hoặc tử vong do phơi nắng lâu. Tinh thần bắt đầu suy sụp, và Kanalkrankheit ("Eo biển bệnh tật") — một dấu hiệu mệt mỏi trong chiến đấu — đã xuất hiện trong hàng ngũ các phi công Đức. Vấn đề nhân lực thay thế của họ còn tồi tệ hơn cả phía người Anh.

#### Hiệu quả của đợt tấn công
Hiệu quả của những cuộc tấn công vào các sân bay không rõ ràng. Nghiên cứu của Stephen Bungay chỉ ra rằng Dowding, trong một bức thư gửi cho Hugh Trenchard có kèm theo bản báo cáo của Park về giai đoạn từ ngày 8 tháng 8 đến 10 tháng 9 năm 1940, đã nói rằng Luftwaffe "đạt được rất ít" trong tuần cuối cùng của tháng 8 và tuần đầu tháng 9. Trạm Quân khu duy nhất phải ngừng hoạt động là trạm Biggin Hill, và chỉ ngừng trong vòng 2 giờ đồng hồ. Dowding thừa nhận hiệu quả chiến đấu của Nhóm 11 là kém, nhưng dù có một số sân bay bị tổn thương nghiêm trọng, chỉ có 2 trong tổng số 13 sân bay bị tấn công ác liệt là bị đánh gục trong hơn vài tiếng đồng hồ. Việc quân Đức tập trung vào London là chưa có gì nguy cấp.
Phó Nguyên soái Không quân đã nghỉ hưu là Peter Dye, người đứng đầu Bảo tàng Không quân Hoàng gia Anh, đã thảo luận về công tác hậu cần của cuộc chiến này vào năm 2000 và 2010, đặc biệt là đối với các máy bay tiêm kích một chỗ ngồi. Dye cho rằng không chỉ có ngành sản xuất máy bay của Anh thay thế được số lượng máy bay bị mất, mà cả những phi công thay thế cũng theo kịp được những thiệt hại. Số lượng các phi công thuộc Bộ tư lệnh Tiêm kích RAF đã tăng lên trong các tháng 7, 8 và 9. Thống kê cho thấy số phi công phục vụ chưa bao giờ giảm. Từ tháng 7, đã có 1.200 người, sang tháng 8 là 1.400. Con số này còn lên cao trong tháng 9. Đến tháng 10 là gần 1.600, tháng 11 lên đến 1.800. Trong suốt cuộc chiến, RAF luôn có nhiều phi công phục vụ hơn so với Luftwaffe.
Mặc dù nguồn dự trữ của RAF về các máy bay tiêm kích một chỗ ngồi có giảm trong tháng 7, nhưng những thiệt hại đã được bù đắp nhờ hoạt động có hiệu quả của Tổ chức Sửa chữa Dân sự (Civilian Repair Organisation - CRO) - đến tháng 12 đã tu sửa và đưa vào tái hoạt động khoảng 4.955 máy bay, và nhờ vào những máy bay tại các sân bay của Đơn vị Bảo quản Hàng không (Air Servicing Unit - ASU).
Richard Overy đã đồng ý với Dye và Bungay. Overy khẳng định rằng chỉ có một sân bay phải tạm thời ngừng hoạt động và "chỉ có" 103 phi công bị mất. Ngành sản xuất máy bay tiêm kích đã làm ra 496 máy bay mới trong tháng 7 và 467 chiếc trong tháng 8, thêm 467 chiếc vào tháng 9 (không tính các máy bay được sửa chữa), đảm bảo bù đắp các thiệt hại vào tháng 8 và tháng 9. Overy đã đưa ra con số cho thấy sự tăng trưởng của lực lượng tiêm kích từ ngày 3 tháng 8 đến 7 tháng 9: từ tổng số 1.061 chiếc với 708 chiếc phục vụ lên tổng số 1.161 chiếc với 746 chiếc phục vụ. Ngoài ra, Overy còn chỉ ra rằng số phi công tiêm kích của RAF tăng 1/3 từ tháng 6 đến tháng 8 năm 1940. Các hồ sơ nhân sự cho thấy có khoảng 1.400 phi công được cung cấp liên tục trong những tuần lễ quyết định của cuộc chiến. Vào nửa sau tháng chín con số này đạt đến 1.500 người. Sự thiếu hụt phi công chua bao giờ vượt quá tỷ lệ 10%. Người Đức không bao giờ có nhiều hơn khoảng 1.100 đến 1.200 phi công, thiếu hụt lên đến 1/3. "Nếu Bộ tư lệnh Tiêm kích là "ít" [The Few], thì các phi công tiêm kích của Đức còn ít hơn".
Mặc dù vậy, nhiều nhà sử học vẫn cho rằng giai đoạn này là một thời kỳ nguy cấp thực sự. Trong cuốn sách The Narrow Margin xuất bản năm 1961, Derek Wood và Derek Dempster đã viết về khoảng thời gian từ 24 tháng 8 đến 6 tháng 9:
| “ | Tình hình khốc liệt đến cùng cực khi mà từ ngày 24 tháng 8 đến 6 tháng 9, 295 tiêm kích bị tiêu diệt hoàn toàn và 171 chiếc bị thương nghiêm trọng, đổi lại tổng cộng có 269 máy bay Spitfire và Hurricane được làm mới và sửa chữa. Tệ hơn cả, trong vòng nửa tháng, 103 phi công bị chết hoặc mất tích và 128 bị thương, nghĩa là mất tổng cộng 120 phi công mỗi tuần trong lực lượng chiến đấu chỉ dưới 1.000 người. Những phi công có kinh nghiệm hiếm như vàng cát, và cứ mỗi người bị mất là phải thay thế bằng một người chưa qua huấn luyện mà sẽ rất dễ bị tổn thương trong một thời gian, cho đến khi anh ta hiểu được cách chiến đấu. Trong suốt tháng 8 có không quá 260 phi công tiêm kích hoàn thành khóa OTU và thương vong trong tháng đó là hơn 300 người. Cơ cấu một đội bay đầy đủ gồm 26 phi công trong khi thực trạng trung bình trong tháng 8 là 16. Bộ tư lệnh đang bị tàn phá theo nghĩa đen dưới con mắt của Dowding và ông ta không thể làm gì với nó nếu như miền nam nước Anh vẫn phải tiếp tục là khu vực cần bảo vệ. | ” |
| — | |   |

Đến lúc này, Hitler bắt đầu mất kiên nhẫn đối với Luftwaffe. Ngày 14 tháng 9, Tham mưu trưởng Luftwaffe, Tướng Hans Jeschonnek đã thuyết phục ông ta cho họ cơ hội cuối cùng để đánh bại RAF và xin phép tấn công những khu vực dân cư nhằm gây tình trạng tâm lý hoảng loạn. Hitler đã từ chối đề xuất này mà có lẽ ông ta không được biết chính xác về mức độ thiệt hại đã gây ra đối với các mục tiêu dân sự, và Hitler muốn dành riêng cho mình quyền huy động đến vũ khí khủng bố. Nền chính trị sẽ phải bị bẻ gãy bằng sự sụp đổ của hệ thống cơ sở hạ tầng vật chất, ngành công nghiệp vũ khí, cùng với sự hủy diệt các kho dự trữ nhiên liệu và thực phẩm. Ngày 16 tháng 9, Göring hạ lệnh cho các tập đoàn quân không quân bắt đầu giai đoạn mới của cuộc chiến".

### Đánh phá các thành phố của Anh
Chỉ thị số 17 của Hitler, ban hành ngày 1 tháng 8 năm 1940 chỉ đạo về cuộc chiến tranh với Anh quốc đã đặc biệt ngăn cấm không cho Luftwaffe tự ý tiến hành các cuộc tấn công khủng bố, và dành quyền ra mệnh lệnh tiến hành tấn công khủng bố làm phương tiện trả thù cho riêng cá nhân Quốc trưởng:
| “ | Cuộc chiến chống lại nước Anh phải bị hạn chế trong các cuộc tấn công phá hoại đối với nền công nghiệp và các mục tiêu không quân có lực lượng phòng thủ yếu.... Những nghiên cứu kỹ lưỡng nhất về các mục tiêu có liên quan, đó là những điểm chủ chốt của mục tiêu, là một điều kiện tiên quyết cho thắng lợi. Cũng phải nhấn mạnh rằng mọi nỗ lực cần phải được thực hiện để tránh những thiệt hại nhân mạng không cần thiết trong dân thường. | ” |
| — | |   |

Trong những cuộc tấn công của Luftwaffe nhằm vào nước Anh có rất nhiều cuộc đột kích vào các bến cảng trọng yếu kể từ tháng 8, nhưng Hitler đã ra một chỉ thị nói rằng không được ném bom London để bảo lưu chỉ thị nhất quán của ông ta. Tuy nhiên, đến chiều ngày 15 tháng 8, phi đội trưởng Walter Rubensdörffer đã chỉ huy đơn vị Erprobungsgruppe 210 thả bom nhầm xuống sân bay Croydon ở ngoại ô London thay vì mục tiêu đã dự định là trạm RAF Kenley; tiếp sau đó là vào đêm 23/24 tháng 8, đến lượt thị trấn Harrow, cũng ở ngoại ô London, bị ném bom nhầm, rồi đến các cuộc đột kích tại Aberdeen, Bristol, và Nam Wales. Việc tập trung tấn công vào các sân bay còn có kèm theo một chiến dịch oanh tạc kéo dài bắt đầu ngày 24 tháng 8, với cuộc đột kích quy mô lớn nhất cho đến thời điểm đó, giết chết 100 người tại Portsmouth, và tối hôm đó là cuộc oanh tạc ban đêm đầu tiên tại London nói trên. Ngày 25 tháng 8 năm 1940, 81 máy bay ném bom thuộc Bộ tư lệnh Ném bom đã được phái đi tấn công các mục tiêu công nghiệp và thương mại tại Berlin. Mây mù đã ngăn cản việc định vị chính xác và bom đã rơi xuống thành phố, gây ra một số thiệt hại về nhân mạng cho thường dân và làm hư hại các khu dân cư. Các cuộc đột kích trả đũa tiếp theo của RAF tại Berlin đã dẫn đến việc Hitler thu hồi lại chỉ thị của mình, và vào ngày 3 tháng 9 Göring đã lên kế hoạch hàng ngày ném bom London, với sự hỗ trợ nhiệt tình của Kesselring, đã nhận được báo cáo rằng sức mạnh trung bình của các đội bay RAF đã giảm xuống còn 5 đến 7 trong số 12 tiêm kích và các sân bay trong khu vực đã ngừng hoạt động. Ngày 5 tháng 9, Hitler ban hành một chỉ thị mới ra lệnh tấn công các thành phố kể cả London. Trong một bài phát biểu ngày 4 tháng 9 năm 1940, Hitler đe dọa sẽ "xóa sổ" (ausradieren) các thành phố của Anh nếu như Anh tiếp tục oanh tạc vào nước Đức.
Ngày 7 tháng 9, một loạt các cuộc tấn công lớn mang mật danh chiến dịch Loge với gần 400 máy bay ném bom và hơn 600 máy bay tiêm kích bắt đầu, nhằm vào các bến tàu tại phía đông London, cả ngày lẫn đêm. RAF đã phỏng đoán các cuộc tấn công này đánh vào các sân bay và Nhóm 11 đã tiến lên chặn đánh, với số lượng lớn hơn dự tính của Luftwaffe. Đại Phi đội của Nhóm 12 được chính thức triển khai lần đầu tiên đã mất 20 phút để sắp xếp đội hình, và để vuột mất mục tiêu dự định, nhưng lại đụng độ với một đội hình máy bay ném bom khác trong khi còn đang lấy độ cao. Họ trở lại, biện hộ cho thành công hạn chế của mình, và đổ lỗi cho sự chậm trễ là do nhận được lệnh quá muộn. Lúc này Bộ tư lệnh Tiêm kích đang trong giai đoạn suy yếu nhất, thiếu nhân lực và máy móc, và thời gian tạm ngưng tấn công vào các sân bay đã cho họ cơ hội để phục hồi lại. Nhóm 11 có được thành công đáng kể trong việc ngăn chặn các cuộc đột kích ban ngày. Nhóm 12 tiếp tục bất tuân thượng lệnh và không đáp ứng những yêu cầu bảo vệ các sân bay của Nhóm 11, nhưng việc thử nghiệm của họ với số lượng ngày một lớn các Đại Phi đội cũng đã có một số thành công. Luftwaffe bắt đầu tránh việc không kích ban ngày, và các cuộc tấn công London mở màn vào chiều muộn trong 57 đêm liên tiếp.

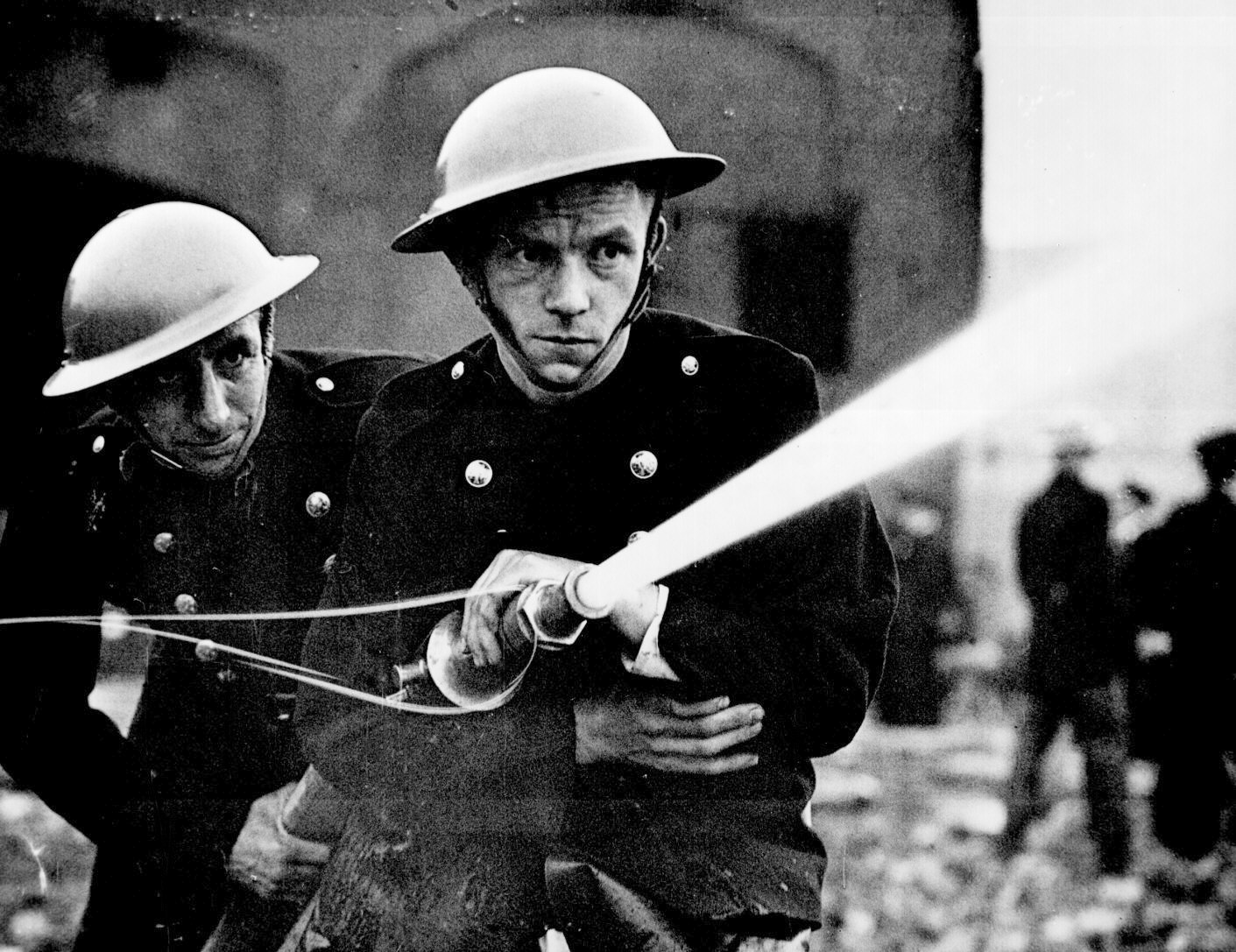
Lính cứu hỏa Anh trong cuộc chiến.

Vấn đề gây thiệt hại lớn nhất đối với Luftwaffe trong việc chuyển mục tiêu sang London là việc kéo dài cự ly bay. Các máy bay hộ tống Bf 109 có dung lượng nhiên liệu hạn chế, và khi đến được mục tiêu họ chỉ còn lại 10 phút bay trước khi buộc phải trở về căn cứ. Điều này làm cho nhiều cuộc không kích không có sự bảo vệ của lực lượng tiêm kích hộ tống.
Ngày 14 tháng 9 Hitler đã chủ trì một cuộc họp với bộ tham mưu OKW. Göring vắng mặt vì đang ở Pháp, do ông ta quyết định ở đó để chỉ đạo phần quyết định của cuộc chiến, và để Erhard Milch thay mặt mình. Trong cuộc họp Hitler đưa ra câu hỏi, "Chúng ta có phải hoãn nó lại hoàn toàn không?". Hitler đã chấp nhận rằng một cuộc xâm chiếm với sự yểm trợ mạnh mẽ của không quân không còn là khả thi nữa. Thay vào đó ông ta chọn cách cố gắng để đè bẹp tinh thần người Anh, trong khi vẫn duy trì mối đe dọa về một cuộc xâm lăng. Hitler kết luận rằng điều này có thể dẫn đến kết quả là "tám triệu người sẽ hóa điên" (ám chỉ dân số của London năm 1940), và sẽ "gây ra một thảm họa" cho người Anh. Trong hoàn cảnh đó, Hitler nói, "ngay cả một cuộc tấn công nhỏ cũng có thể đi một chặng đường dài". Tại thời điểm này Hitler chống lại việc hủy bỏ cuộc xâm chiếm như "sự hủy bỏ sẽ đến tai đối phương và làm tăng thêm ý chí của chúng".
Ngày 15 tháng 9, có 2 đợt tấn công lớn của Đức bị RAF chặn đứng, và toàn bộ số máy bay của Nhóm 11 đã được sử dụng trong ngày hôm đó. Tổng thiệt hại trong ngày ác liệt này là 60 máy bay Đức và 26 máy bay Anh bị bắn hạ. Thất bại đã khiến cho Hitler phải ra lệnh hoãn việc chuẩn bị cuộc xâm chiếm nước Anh 2 ngày sau đó. Từ đó trở đi, trước những tổn thất ngày một cao về người và máy bay, cùng với tình trạng thiếu nguồn bổ sung thích hợp, Luftwaffe đã phải chuyển từ ném bom ban ngày sang ném bom ban đêm. Các trận không chiến ngày 15 tháng 9 đã trở nên nổi tiếng với cái tên Ngày Trận chiến nước Anh.
Ngày 27 tháng 9 một chiếc Junkers Ju 88 đang trên đường quay về sau cuộc đột kích London đã bị bắn rơi tại Kent, đây là trận Graveney Marsh, giao tranh cuối cùng giữa Anh và lực lượng quân sự nước ngoài trên đất Anh.
Ngày 13 tháng 10, Hitler lại một lần nữa dời cuộc xâm lăng "sang xuân năm 1941"; nhưng rồi nó đã không bao giờ diễn ra, và tháng 10 được xem là mốc đánh dấu kết thúc các cuộc oanh tạc thường xuyên trên đất Anh, không phải chờ đến khi có Chỉ thị số 21 của Hitler ngày 18 tháng 12 năm 1940, trong đó quyết định rằng mối đe dọa về cuộc xâm lăng cuối cùng đã tiêu tan.
Trong cả cuộc chiến cũng như suốt thời gian còn lại của chiến tranh, có một yếu tố quan trọng đã giúp giữ vững tinh thần công chúng là sự hiện diện của Quốc vương George VI cùng vợ là Hoàng hậu Elizabeth tại London. Khi chiến tranh bùng nổ năm 1939, Quốc vương và Hoàng hậu đã quyết định ở lại thủ đô chứ không chạy trốn đến Canada như mọi người đề nghị. George VI và Elizabeth chính thức ngự tại Cung điện Buckingham trong suốt chiến tranh, dù họ vẫn thường đến lâu đài Windsor vào những dịp cuối tuần để thăm các con gái Elizabeth (sau này là Nữ hoàng Elizabeth II của Anh) và Margaret. Điện Buckingham đã bị bom làm hư hại trong ngày 10 tháng 9, và vào ngày 13 tháng 9, có thêm những thiệt hại nghiêm trọng hơn khi có 2 quả bom phá hủy mất Nhà thờ Hoàng gia. Lúc đó Quốc vương và Hoàng hậu đang ngồi trong một phòng khách nhỏ cách nơi bom nổ khoảng 80 thước Anh (khoảng hơn 73 mét). Ngày 24 tháng 9, được sự công nhận về lòng dũng cảm của dân chúng, Vua George VI đã được trao thưởng Chữ Thập George.

## Thống kê các thiệt hại
Nhìn chung, cho đến ngày 2 tháng 11, RAF đã tung ra 1.796 phi công, tăng hơn 40% so với con số 1.259 vào tháng 7 năm 1940. Theo nguồn của Đức (từ một nhân viên tình báo của Luftwaffe là Otto Bechtle thuộc Không đoàn Ném bom 2 (Kampfgeschwader 2) trong tháng 2 năm 1944) dịch bởi Chi nhánh Lịch sử Hàng không (Air Historical Branch), Stephen Bungay khẳng định sức mạnh tiêm kích và ném bom của Đức đã suy sụp đến mức không thể phục hồi được, và rằng trong khoảng thời gian từ tháng 8 đến tháng 12 năm 1940, số lượng máy bay ném bom và tiêm kích Đức giảm xuống lần lượt còn 30 và 25 phần trăm. Ngược lại, Williamson Murray (cũng dùng bản dịch của Chi nhánh Lịch sử Hàng không) khẳng định rằng lực lượng ném bom của Đức có 1.380 chiếc trong ngày 29 tháng 6 năm 1940, 1.420 chiếc trong ngày 28 tháng 9, 1.423 chiếc vào ngày 2 tháng 11 và 1.393 chiếc vào ngày 30 tháng 11. Từ tháng 7 đến tháng 9 số lượng phi công phục vụ tụt xuống còn 136, số phi công tác chiến còn lại 171 người cho đến tháng 9. Việc tổ chức đào tạo của Luftwaffe đã không thể bù đắp lại những thiệt hại. Các phi công tiêm kích Đức, trái với nhiều người vẫn nghĩ, đã không được huấn luyện hay tổ chức nghỉ ngơi luân phiên như những đối thủ người Anh của họ. Trong tuần đầu tiên của tháng 9, tính ra tổng thiệt hại chiếm 25% lực lượng của Bộ tư lệnh Tiêm kích và 24% của Luftwaffe. Từ 26 tháng 8 đến 6 tháng 9, chỉ có 1 ngày duy nhất người Đức tiêu diệt được nhiều máy bay địch hơn số họ bị mất (ngày 1 tháng 9), và con số thiệt hại tổng cộng là 325 của Đức và 248 của Anh.
Thiệt hại của Luftwaffe trong tháng 8 tính ra là 774 máy bay với đủ mọi nguyên nhân, tương đương 18.5% số máy bay tham chiến vào đầu tháng đó. Thiệt hại của Bộ tư lệnh Tiêm kích trong tháng 8 là 426 máy bay tiêm kích bị tiêu diệt, chiếm 40% trong tổng số 1.061 tiêm kích có trong ngày 3 tháng 8. Ngoài ra, có 99 máy bay ném bom và 27 máy bay loại khác của Anh bị phá huỷ từ ngày 1 đến 29 tháng 8.
Từ tháng 7 đến tháng 9, báo cáo thiệt hại của Luftwaffe cho thấy bị mất 1.636 máy bay, trong đó 1.184 chiếc là do hoạt động của địch. Trong số này có 47% lực lượng ban đầu của các máy bay tiêm kích một động cơ, 66% lực lượng tiêm kích hai động cơ, và 45% máy bay ném bom. Điều này chỉ ra rằng người Đức đang đi đến chỗ cạn kiệt các phi hành đoàn cũng như máy bay.
Trong suốt cuộc chiến này, người Đức "đã đánh giá quá thấp về sức mạnh của RAF và quy mô sản xuất máy bay của Anh. Vượt qua Eo biển, bộ phận Tình báo Hàng không của Bộ Hàng không đã luôn đánh giá đúng về lực lượng không quân của đối thủ Đức cũng như năng lực sản xuất của ngành công nghiệp hàng không của Đức. Khi cuộc chiến diễn ra, cả hai bên đều phóng đại những tổn thất mình đã gây ra cho bên kia với số dư lớn như nhau. Tuy nhiên, bức tranh tình báo được tạo nên trước cuộc chiến đã khuyến khích Không quân Đức tin rằng những thiệt hại đó sẽ đẩy Bộ tư lệnh Tiêm kích đến bờ vực thất bại, trong khi hình ảnh phóng đại về sức mạnh của không lực Đức đã thuyết phục RAF tin rằng mối đe doạ à họ phải đối đầu là lớn hơn và nguy hiểm hơn so với thực tế." Điều này đã dẫn người Anh đến kết luận rằng thêm 2 tuần lễ tấn công các sân bay nữa có thể sẽ buộc Bộ tư lệnh Tiêm kích phải rút các đội bay của mình khỏi miền nam nước Anh. Mặt khác, những quan niệm sai lầm của Đức "đầu tiên khuyến khích thói tự mãn, sau đó là phán đoán sai lầm về chiến lược. Việc thay đổi mục tiêu từ các căn cứ không quân sang nền công nghiệp và hệ thống liên lạc đã được thực hiện vì cho rằng Bộ tư lệnh Tiêm kích hầu như đã bị loại bỏ".
Từ ngày 24 háng 8 đến 4 tháng 9 tỉ lệ bảo trì của Đức, dựa trên các đơn vị Stuka, đã lên đến 75% với máy bay Bf 109, 70% với các máy bay ném bom và 65% với máy bay Bf 110, cho thấy tình trạng thiếu hụt phụ tùng thay thế. Tất cả các đơn vị đều được thiết lập không đầy đủ. Những tiêu hao đã bắt đầu ảnh hưởng nghiêm trọng đến các máy bay tiêm kích. Đến ngày 14 tháng 9 các phi đội Bf 109 của Luftwaffe chỉ có 67% phi hành đoàn hoạt động so với số lượng máy bay hiện có. Với các đơn vị Bf 110 con số này là 46%; và với máy bay ném bom là 59%. Một tuần sau những số liệu này tụt xuống còn lần lượt là 64%, 52% và 52%. Trong khi đó thì tỉ lệ bảo trì của các đội bay tiêm kích thuộc Bộ tư lệnh Tiêm kích, từ ngày 24 tháng 8 đến 7 tháng 9, được ghi nhận là: 64.8% trong ngày 24 tháng 8; 64.7% trong ngày 31 tháng 8 và 64.25% vào ngày 7 tháng 9 năm 1940, tức là suy giảm rất chậm.
Với thất bại của Luftwaffe trong việc thiết lập ưu thế trên không, ngày 12 tháng 9, một hội nghị đã được triệu tập tại tổng hành dinh của Hitler. Hitler kết luận rằng ưu thế trên không vẫn chưa được thiết lập và "hứa sẽ xem xét lại tình hình vào ngày 17 tháng 9 về khả năng đổ bộ trong ngày 27 tháng 9 hoặc 8 tháng 10. Ba ngày sau, khi những dấu hiệu cho thấy rõ ràng rằng không quân Đức đã phóng đại quá nhiều về mức độ thành công của họ trước không quân Anh, Hitler đã hoãn vô thời hạn chiến dịch Sư tử biển."

## Kết quả
Trận chiến nước Anh đánh dấu thất bại đầu tiên của các lực lượng quân sự của Hitler, khi mà ưu thế không quân được xem như chìa khóa của thắng lợi. Với chiến thắng ấy, nước Anh đã làm nên một trận phòng không mẫu mực trong thế kỷ 20. Những học thuyết trước chiến tranh đã dẫn đến sự lo sợ thái quá về nguy cơ ném bom chiến lược, và dư luận công chúng Anh đã được khích lệ qua thử thách. Đối với người Anh, Bộ tư lệnh Tiêm kích đã giành được một chiến thắng vĩ đại trong việc tiến hành thành công chính sách hàng không năm 1937 của Thomas Inskip nhằm ngăn chặn Đức hạ gục nước Anh ra khỏi cuộc chiến. Bộ tư lệnh Tiêm kích đã thành công đến nỗi Churchill, trong bài diễn văn "Trận chiến nước Anh" nổi tiếng của ông tại Hạ Nghị viện ngày 18 tháng 6, đã đi đến kết luận riêng về họ: "...nếu Đế quốc Anh và Khối thịnh vượng chung của nó kéo dài một nghìn năm, thì mọi người vẫn sẽ nói, 'Đó là những giờ phút tốt đẹp nhất của họ'."
Cuộc chiến này cũng đánh dấu một sự thay đổi đáng kể trong dư luận tại Hoa Kỳ. Trong trận chiến, nhiều người Hoa Kỳ đã nhìn nhận theo quan điểm được Joseph Kennedy, đại sứ Hoa Kỳ tại London, đề xướng, và tin rằng nước Anh không thể tồn tại. Thế nhưng, Roosevelt lại muốn có một quan điểm thứ hai, và điều "Wild Bill" Donovan đi một chuyến thăm ngắn hạn đến Anh; và ông này đã chắc chắn rằng nước Anh sẽ sống sót và cần được hỗ trợ bằng mọi cách có thể.
Cả hai bên trong cuộc chiến đều đưa ra những tuyên bố phóng đại về số lượng máy bay địch bị tiêu diệt. Nói chung, những tuyên bố này đều nhiều gấp hai đến ba lần số liệu thực tế, do tính hỗn độn của những cuộc không chiến ác liệt. Phân tích các hồ sơ sau chiến tranh cho thấy từ tháng 7 đến tháng 9, RAF đã tuyên bố thiệt hại 2.698 máy bay, trong khi quân tiêm kích của Luftwaffe nói rằng có 3.198 máy bay của RAF bị hạ. Tổng số tổn thất của cả hai bên thay đổi theo từng nguồn, cũng như ngày tháng bắt đầu và kết thúc của những thiệt hại được báo cáo. Tất cả thiệt hại của Luftwaffe từ ngày 10 tháng 7 đến 30 tháng 10 năm 1940 là 1.652 máy bay, trong đó có 229 tiêm kích hai động cơ, và 533 tiêm kích một động cơ, còn thiệt hại về máy bay của Bộ tư lệnh Tiêm kích RAF cũng trong giai đoạn này tổng cộng là 1.087 chiếc, với 53 máy bay tiêm kích hai động cơ. Với các số liệu của RAF cần phải kể thêm 376 máy bay của Bộ tư lệnh Ném bom và 148 máy bay của Bộ tư lệnh Duyên hải tham gia tiến hành ném bom, rải mìn và các hoạt động tình báo phòng thủ đất nước.
Tiến sĩ Andrew Gordon, người giảng dạy tại trường Cao đẳng Hỗn hợp Ban Chỉ huy và Tham mưu (Joint Services Command and Staff College), và cựu giảng viên, giáo sư Gary Sheffield, đã giả thuyết rằng sự tồn tại của Hải quân Hoàng gia Anh đã là đủ để ngăn chặn cuộc xâm chiếm của Đức; ngay cả khi Luftwaffe chiến thắng trong trận không chiến, người Đức vẫn chỉ có những phương tiện hạn chế để đương đầu khi hải quân Anh can thiệp nhằm ngăn chặn một cuộc đổ bộ. Một số cựu binh của cuộc chiến chỉ ra rằng Hải quân Hoàng gia sẽ bị tổn thương trước những đòn không kích của Luftwaffe nếu Đức có được quyền kiểm soát trên không, dựa vào số phận của các chiến hạm Prince of Wales và Repulse đã bị đánh chìm bởi không quân Nhật vào tháng 12 năm 1941. Vào cuối tháng 5 năm 1941, Hải quân Hoàng gia đã đẩy lui được cuộc tấn công đảo Crete bằng đường biển của Đức, nhưng đã bị mất 6 tàu trong 3 ngày trước ưu thế áp đảo của không quân đối phương và sau đó quân Anh buộc phải rút khỏi Crete. Về thất bại này của Hải quân Hoàng gia Anh, Winston Churchill sau này đã viết rằng: số phận của "những đội tàu chở quân trên thực tế không được bảo vệ trên mặt biển khi mà không có bộ chỉ huy hải quân cũng như không quân là một ví dụ cho những gì có thể xảy ra trên với một quy mô khổng lồ tại biển Bắc và eo biển Anh vào tháng 9 năm 1940."
Mặc dù những tuyên bố về khả năng của Hải quân Hoàng gia trong việc đánh lui cuộc xâm lược còn gây tranh cãi, nhưng có một sự đồng thuận giữa các sử gia rằng Luftwaffe đơn giản là không thể đè bẹp được RAF, mà đó lại là điều kiện cần thiết cho một cuộc xâm chiếm nước Anh thắng lợi. Stephen Bungay lấy dẫn chứng từ chiến lược lựa chọn của Dowding và Park khi giao chiến với đối phương trong khi vẫn duy trì một lực lượng thống nhất làm minh chứng. RAF, không như Luftwaffe, đã chứng tỏ là một tổ chức mạnh mẽ và có năng lực đã huy động mọi nguồn lực hiện đại có sẵn để phát huy tối đa lợi thế. Richard Evans đã viết:
| “ | Bất kể Hitler có thực sự kích động thế nào vào quá trình này, ông ta đơn giản là thiếu nguồn lực để thiết lập ưu thế trên không, điều kiện tiên quyết cho một cuộc vượt Eo biển Anh thành công. Một phần ba sức mạnh ban đầu của không lực Đức, Luftwaffe, đã bị mất trong chiến dịch ở phía tây vào mùa xuân. Đức thiếu những phi công đã qua huấn luyện, các máy bay tiêm kích hiệu quả, và những máy bay ném bom hạng nặng cần thiết. | ” |

Một quan điểm phổ biến về trận chiến này là cần tính đến vai trò cốt yếu của Hải quân Hoàng gia Anh. Cả hai bên tham chiến đều biết rằng cách duy nhất để có được cuộc tiến công thắng lợi lên quần đảo Anh là giành lấy uy thế về hải quân. Do Luftwaffe' không đủ khả năng gây thiệt hại đáng kể cho Hải quân Hoàng gia trong trận chiến nước Anh cũng như trong trận Dunkirk và chiến dịch Na Uy trước đó, cùng với tình trạng thiếu tàu nổi trong lực lượng còn lại của Hải quân Đức, việc kiểm soát eo biển của Đức là điều không thể. Một thành viên của 'the Few', chỉ huy đội bay Alan "Red" Owen đã nói: "Sức mạnh hải quân đã định đoạt những ngày tháng của năm 1940, và nước Anh đã may mắn có ưu thế. Tình hình trên không tất nhiên là quan trọng, nhưng không có ý nghĩa căn bản. Không nghi ngờ gì rằng năm trăm viên chỉ huy quân khu, phi đoàn và đội bay trong Bộ tư lệnh Tiêm kích đã giành được vinh quang cho mình. Nhưng người chiến thắng thực sự là Hải quân Hoàng gia, Người phục vụ Thầm lặng."
Luftwaffe có 1.380 máy bay ném bom trong ngày 29 tháng 6 năm 1940, đến ngày 2 tháng 11 cùng năm tăng lên 1.423 chiếc; và đạt 1.511 chiếc ngày 21 tháng 6 năm 1941, ngay trước chiến dịch Barbarossa nhưng vẫn giảm 200 chiếc so với con số 1.711 máy bay theo báo cáo ngày 11 tháng 5 năm 1940. 1.107 tiêm kích một động cơ và 357 tiêm kích hai động cơ đánh ban ngày được báo cáo trong lực lượng trước cuộc chiến vào ngày 29 tháng 6 năm 1940, so với 1.440 tiêm kích một động cơ, 188 tiêm kích hai động cơ và 263 tiêm kích đánh đêm ngày 21 tháng 6 năm 1941.
Người Đức đã mở một số cuộc tấn công ác liệt vào những ngành công nghiệp quan trọng của Anh, nhưng họ đã không thể hủy diệt tiềm năng công nghiệp của Anh, và rất ít cố gắng một cách có hệ thống để làm điều đó. Hindsight đã không che giấu thực tế là mối đe dọa đối với Bộ tư lệnh Tiêm kích là có thật, và với các bên tham chiến, có vẻ như là chỉ có một khoảng cách hẹp giữa thành công và thất bại. Tuy nhiên, ngay cả khi các cuộc tấn công của Đức tại các sân bay của Nhóm 11 - phòng thủ miền đông nam nước Anh và đường đến London được tiếp tục, RAF vẫn có thể rút lui về Midlands, lùi xa tầm với của máy bay tiêm kích Đức và theo đuổi cuộc chiến tại đó. Sử gia James Corum cũng có quan điểm như vậy, ông chỉ ra rằng ở phía bắc RAF có thể củng cố lại lực lượng và trở lại khi Đức tiến hành cuộc xâm lăng. Corum cũng tỏ ra nghi ngờ khả năng của Luftwaffe trong việc đánh bại RAF trong khoảng thời gian giới hạn trước khi thời tiết trở nên bất lợi vào tháng 10.
Chiến thắng này có nhiều ý nghĩa tâm lý cũng như là vật chất. Theo Alfred Price:
| “ | Thực chất của vấn đề, được xác nhận bằng những sự kiện ngày 18 tháng 8, tẻ nhạt hơn nhiều: cả bằng việc tấn công các sân bay, lẫn bằng việc tấn công London, Luftwaffe đều không thể tiêu diệt được Bộ tư lệnh Tiêm kích. Với quy mô của lực lượng tiêm kích Anh và chất lượng cao nói chung của họ về các trang bị, huấn luyện và tinh thần, Luftwaffe không thể thu được gì hơn là một chiến thắng kiểu Pyrrhic. Trong những hoạt động ngày 18 tháng 8, trung bình Luftwaffe bị mất năm phi hành gia đã qua đào tạo bị giết, bị thương hay bị bắt làm tù binh để đổi lại mỗi phi công Anh bị chết hoặc bị thương; tỉ lệ này là tương đương trong các ngày khác của cuộc chiến. Và tỉ lệ 5:1 rất gần với tỉ lệ giữa số phi công tham chiến của Đức và của Bộ tư lệnh Tiêm kích. Nói cách khác hai bên đang bị thiệt hại gần như tương tự nhau về những phi công đã qua huấn luyện, xét theo tỉ lệ trong sực mạnh toàn thể của họ...Trong Trận chiến nước Anh, lần đầu tiên trong Chiến tranh thế giới thứ hai, cỗ máy chiến tranh Đức tự đặt cho nó một nhiệm vụ lớn mà nó hiển nhiên không thể đạt được; và trong thất bại nó đã cho thấy rằng mình không phải là bất khả chiến bại. Trong việc củng cố ý chí của những người quyết tâm chống lại Hitler thì trận chiến này là một bước ngoặt quan trọng của cuộc xung đột. | ” |
| — | |   |

Thắng lợi của người Anh trong cuộc chiến này là một thắng lợi đắt giá. Tổng số tổn thất dân sự của Anh từ tháng 7 đến tháng 12 năm 1940 là 23.002 người chết và 32.138 người bị thương, riêng một trong những cuộc đột kích lớn nhất vào ngày 19 tháng 12 năm 1940, đã làm khoảng 3.000 dân thường thiệt mạng.
Sự lãnh đạo xuất sắc của Dowding và Keith Park đã chứng minh thành công thắng lợi học thuyết của họ về công tác phòng không, nhưng lại gây nên sự thù nghịch trong hàng ngũ chỉ huy cao cấp của RAF và cả hai đã bị thải hồi khỏi chức vụ của mình ngay sau cuộc chiến.
Kết cục này của chiến tranh đã cho phép nước Anh tái lập các lực lượng quân sự của mình và tự thiết lập thành một thành trì của phe Đồng Minh. Với thắng lợi này, họ đã làm nên một bước ngoặt cho cuộc chiến và tiếp tục tham gia Trận chiến Đại Tây Dương. Nước Anh sau này đã trở thành một căn cứ để mở đầu trận Normandie cũng như công cuộc giải phóng Tây Âu. Qua đó, như một trong những trận đánh quyết định nhất trong lịch sử, thắng lợi vang dội của Không quân Anh trong trận ác chiến này cũng có thể được xem là một thành công lớn lao của việc bảo tồn nền dân chủ tự do ở Tây Âu.

## Ngày kỷ niệm Trận chiến nước Anh
Winston Churchill đã tổng kết hiệu quả của cuộc chiến và sự đóng góp của Bộ tư lệnh Tiêm kích bằng những lời sau: "Chưa bao giờ trên chiến trường giao tranh của con người lại có rất nhiều người chịu rất nhiều ơn của ít người như thế" (Never in the field of human conflict was so much owed by so many to so few). Các phi công đã chiến đấu trong cuộc chiến này được biết đến với cái tên The Few kể từ đó. Ngày Trận chiến nước Anh được kỷ niệm vào 15 tháng 9. Trong Khối Thịnh vượng chung Anh, Ngày Trận chiến nước Anh thường được tổ chức vào ngày Chủ nhật thứ ba của tháng 9. Tại một số vùng thuộc Quần đảo Eo biển của Anh, nó được kỷ niệm vào ngày Chủ nhật thứ hai của tháng 9. Một cuộc thăm dò ý kiến của công ty YouGov cho thấy rằng 81% công chúng Anh cho rằng việc kỷ niệm ngày Trận chiến nước Anh có ý nghĩa quan trọng.

## Phim ảnh
Trong số nhiều tác phẩm khác, câu chuyện về cuộc chiến này đã được ghi lại trong bộ phim Trận chiến nước Anh năm 1969, thu hút nhiều diễn viên nổi tiếng cả Anh đóng những biểu tượng chính của cuộc chiến, trong đó có Laurence Olivier vai Hugh Dowding và Trevor Howard vai Keith Park. Ngoài ra còn có Michael Caine, Christopher Plummer và Robert Shaw đóng vai các chỉ huy đội bay. Những cựu binh của cuộc chiến làm nhiệm vụ cố vấn kỹ thuật gồm có Douglas Bader, James Lacey, Robert Stanford Tuck, Adolf Galland và cả Dowding. Một bộ phim của Ý trong cùng khoảng thời gian đó có tựa đề Những con đại bàng trên bầu trời London (Eagles Over London, 1969) cũng nói về Trận chiến nước Anh.
Cũng cùng chủ đề này là bộ phim tuyên truyền của phe Đồng minh Hòn đảo của Churchill (Churchill's Island), đã đoạt giải Oscar cho phim tài liệu ngắn hay nhất đầu tiên trong lịch sử điện ảnh năm 1941.
Năm 2010, diễn viên Julian Glover đã đóng vai một cựu phi công 101 tuổi của RAF trong bộ phim ngắn Battle for Britain.

### Tổng quan
- Allen, Hubert Raymond "Dizzy", Wing Commander, RAF. Who Won the Battle of Britain? London: Arthur Barker, 1974. ISBN 0-213-16489-2.
- Bishop, Edward. Their Finest Hour: The Battle of Britain 1940. London: Ballantine Books, 1968.
- Buckley, John. Air Power in the Age of Total War. London: UCL Press, 1999. ISBN 1-85728-589-1.
- Buell, Thomas. The Second World War: Europe and the Mediterranean. New York: Square One Publishers, 2002. ISBN 978-0-7570-0160-4.
- Bungay, Stephen. The Most Dangerous Enemy: A History of the Battle of Britain. London: Aurum Press, 2000. ISBN 1-85410-721-6 (bìa cứng), 2002, ISBN 1-85410-801-8 (bìa mềm).
- Collier, Richard. Eagle Day: The Battle of Britain, August 6 – ngày 15 tháng 9 năm 1940. London: Pan Books, 1968.
- Churchill, Winston S. The Second World War – Their Finest Hour (Volume 2). London: Cassell, 1949.
- Churchill, Winston S. The Second World War – The Grand Alliance (Volume 3). Bantam Books, 1962.
- Corum, James. The Luftwaffe: Creating the Operational Air War, 1918–1940. Kansas University Press, 1997. ISBN 0-7006-0836-2
- Deighton, Len. Fighter: The True Story of the Battle of Britain. London: Pimlico, 1996. (Originally published: London: Jonathan Cape, 1977.) ISBN 0-7126-7423-3.
- Deighton, Len. Battle of Britain. London: Cape, 1980. ISBN 0-224-01826-4.
- de Zeng, Henry L., Doug G. Stankey and Eddie J. Creek. Bomber Units of the Luftwaffe 1933–1945: A Reference Source, Volume 1. Hersham, Surrey, UK: Ian Allen Publishing, 2007. ISBN 978-1-85780-279-5.
- Dönitz, Karl. Ten years and Twenty Days. New York: Da Capo Press, First Edition, 1997. ISBN 0-306-80764-5.
- Dye, Air Commodore Peter J. "Logistics and the Battle of Britain". Air Force Journal of Logistics Lưu trữ ngày 26 tháng 9 năm 2010 tại Wayback Machine No. 24, Vol 4, Winter 2000.
- Ellis, John. Brute Force: Allied Strategy and Tactics in the Second World War. London: Andre Deutsch, 1990. ISBN 0-8264-8031-4.
- Evans, Michael. "Never in the field of human conflict was so much owed by so many to... the Navy."[liên kết hỏng] The Times, ngày 24 tháng 8 năm 2006. Truy cập: ngày 3 tháng 3 năm 2007.
- Haining, Peter. The Chianti Raiders: The Extraordinary Story of the Italian Air Force in the Battle of Britain. London: Robson Books, 2005. ISBN 1-86105-829-2
- Halpenny, Bruce Barrymore. Action Station 4: Military Airfields of Yorkshire. Cambridge, UK: Patrick Stevens, 1984. ISBN 0-85059-532-0.
- Harding, Thomas. "Battle of Britain was won at sea." The Telegraph, ngày 25 tháng 8 năm 2006. Truy cập: ngày 25 tháng 8 năm 2006.
- Holland, James. The Battle of Britain. London: Bantam, 2010. ISBN 978-0-593-05913-5.
- Hooton, E.R. Luftwaffe at War: Blitzkrieg in the West, Vol. 2. London: Chevron/Ian Allen, 2007. ISBN 978-1-85780-272-6.
- Hough, Richard and Denis Richards. The Battle of Britain: The Greatest Air Battle of World War II. New York: W.W. Norton & Co Inc, 2007. ISBN 978-0-393-02766-2.
- Irving, David. The Rise and Fall of the Luftwaffe: The Life of Field Marshal Erhard Milch. Dorney, Windsor, UK: Focal Point Publications, 1974. ISBN 978-0-297-76532-5.
- Keegan, John. The Second World War London: Pimlico, 1997. ISBN 978-0-7126-7348-8.
- Kieser, Egbert. Operation Sea Lion; The German Plan to Invade Britain 1940. London: Cassel Military Paperbacks, 1999. ISBN 0-304-35208-X.
- Kieser, Egbert. Unternehmen Seelöwe: Die geplante Invasion in England 1940 (in German). Berlin, Germany: Becthle, 2000. ISBN 3-7628-0457-5.
- Korda, Michael. With Wings Like Eagles: The Untold Story of the Battle of Britain. New York: Harper Perennial, 2010. ISBN 978-0-06-112536-2.
- Macksey, Kenneth. Invasion: The German Invasion of England, July 1940. London: Greenhill Books, 1990. ISBN 0-85368-324-7.
- Murray, Willamson. Strategy for Defeat. The Luftwaffe 1935–1945. Lưu trữ ngày 16 tháng 10 năm 2004 tại Wayback Machine Princeton, New Jersey: University Press of the Pacific, 2002. ISBN 0-89875-797-5.
- Overy, Richard. The Battle of Britain: The Myth and the Reality. New York: W.W. Norton, 2001. ISBN 0-393-02008-8 (bìa cứng); 2002, ISBN 0-393-32297-1(bìa mềm).
- Peszke, Michael Alfred. "A Synopsis of Polish-Allied Military Agreements During World War Two." The Journal of Military History, Volume 44, No. 3, October 1980, pp. 128–134.
- Ponting, Clive. 1940: Myth and reality. Chicago: Ivan R. Dee, 1991. ISBN 978-1-56663-036-8.
- Pope, Stephan. "Across the Ether: Part One". Aeroplane, Vol. 23, No. 5, Issue No. 265, May 1995.
- Price, Alfred. The Hardest Day: ngày 18 tháng 8 năm 1940. New York: Charles Scribner's Sons, 1980. ISBN 0-684-16503-1.
- Ramsay, Winston, ed. The Blitz Then and Now: Volume 1. London: Battle of Britain Prints International Ltd, 1987. ISBN 0-900913-45-2.
- Raeder, Erich. Erich Rader, Grand Admiral. New York: Da Capo Press. United States Naval Institute, 2001. ISBN 0-306-80962-1.
- Ramsay, Winston, ed. The Blitz Then and Now: Volume 2. London: Battle of Britain Prints International Ltd, 1988. ISBN 0-900913-54-1.
- Ramsay, Winston, ed. The Battle of Britain Then and Now Mk V. London: Battle of Britain Prints International Ltd, 1989. ISBN 0-900913-46-0.
- Robinson, Derek. Invasion, 1940: Did the Battle of Britain Alone Stop Hitler? New York: Carroll & Graf, 2005. ISBN 0-7867-1618-5.
- Shulman, Milton. Defeat in the West. London: Cassell, 2004 (xuất bản lần đầu năm 1947). ISBN 0-304-36603-X.
- Shirer, William. The Rise and Fall of the Third Reich: A History of Nazi Germany. London: Ballantine, 1991. ISBN 978-0-449-21977-5.
- Taylor, A.J.P. and S.L. Mayer, eds. A History Of World War Two. London: Octopus Books, 1974. ISBN 0-7064-0399-1.
- Terraine, John. The Right of the Line: The Royal Air Force in the European War, 1939–1945. New York: Sceptre, 1985. ISBN 0-340-41919-9.
- Terraine, John. A Time for Courage: The Royal Air Force in the European War, 1939–1945. London: Macmillan, 1985. ISBN 978-0-02-616970-7.
- Winterbotham, F.W. The Ultra Secret. London: Futura Publications Limited, 1975. ISBN 0-86007-268-1 (bìa mềm).
- Wood, Derek and Derek Dempster. The Narrow Margin: The Battle of Britain and the Rise of Air Power, 1930–1949. London: Pen & Sword, 2003, xuất bản lần đầu năm 1961. ISBN 978-0-85052-915-9.
- Wright, Gordon. The Ordeal of Total War: 1939–1945. New York: Harper & Row, 1968.

### Tự truyện và tiểu sử
- Deere, Alan C. Nine Lives. London: Hodder Paperbacks Ltd for Coronet Books, 1974. ISBN 0-340-01441-5.
- Duncan Smith, Group Captain W.G.G. Spitfire into Battle. London: John Murray, 2002. ISBN 0-7195-5484-5.
- Franks, Norman. Wings of Freedom: Twelve Battle of Britain Pilots. London: William Kimber, 1980. ISBN 0-7183-0197-8.
- Galland, Adolf. The First and the Last: Germany's Fighter Force in WWII (Fortunes of War). South Miami, Florida: Cerberus Press, 2005. ISBN 1-84145-020-0.
- Halpenny, Bruce Barrymore. Fight for the Sky: Stories of Wartime Fighter Pilots. Cambridge, UK: Patrick Stephens, 1986. ISBN 0-85059-749-8.
- Halpenny, Bruce Barrymore. Fighter Pilots in World War II: True Stories of Frontline Air Combat (bìa mềm). Barnsley, UK: Pen and Sword Books Ltd, 2004. ISBN 1-84415-065-8.
- Orange, Vincent. Park: The Biography of Air Chief Marshal Sir Keith Park. London: Grub Street, 2001. ISBN 1-902304-61-6.

### Máy bay
- Ansell, Mark. Boulton Paul Defiant: Technical Details and History of the Famous British Night Fighter. Redbourn, Herts, UK: Mushroom Model Publications, 2005. pp. 712–714. ISBN 83-89450-19-4.
- de Zeng, Henry L., Doug G. Stankey and Eddie J. Creek. Bomber Units of the Luftwaffe 1933–1945: A Reference Source, Volume 2. Hersham, Surrey, UK: Ian Allen Publishing, 2007. ISBN 978-1-903223-87-1.
- Feist, Uwe. The Fighting Me 109. London: Arms and Armour Press, 1993. ISBN 1-85409-209-X.
- Goss, Chris. Dornier 17: In Focus. Surrey, UK: Red Kite Books, 2005. ISBN 0-9546201-4-3.
- Green, William. Famous Fighters of the Second World War. London: Macdonald, 1962.
- Holmes, Tony. Hurricane Aces 1939–1940 (Aircraft of the Aces). Botley, Oxford, UK: Osprey Publishing, 1998. ISBN 1-85532-597-7.
- Holmes, Tony. Spitfire vs Bf 109: Battle of Britain. Oxford, London: Osprey Publishing, 2007. ISBN 978-1-84603-190-8.
- Huntley, Ian D. Fairey Battle, Aviation Guide 1. Bedford, UK: SAM Publications, 2004. ISBN 0-9533465-9-5.
- Jones, Robert C. Camouflage and Markings Number 8:Boulton Paul Defiant, RAF Norther Europe 1936–45. London: Ducimus Book Limited.
- Mason, Francis K. Hawker Aircraft since 1920. London: Putnam, 1991. ISBN 0-85177-839-9.
- McKinstry, Leo. Hurricane: Victor of the Battle of Britain. London: John Murray Publishers, 2010. ISBN 1-84854-339-5
- Molson, Kenneth M. et al. Canada's National Aviation Museum: Its History and Collections. Ottawa: National Aviation Museum, 1988. ISBN 978-0-660-12001-0.
- Moyes, Philip, J.R. "The Fairey Battle." Aircraft in Profile, Volume 2 (nos. 25–48). Windsor, Berkshire, UK: Profile Publications, 1971. ISBN 0-85383-011-8
- Parry, Simon W. Intruders over Britain: The Story of the Luftwaffe's Night Intruder Force, the Fernnachtjager. Washington, DC: Smithsonian Books, 1989. ISBN 0-904811-07-7.
- Price, Alfred. Spitfire Mark I/II Aces 1939–41 (Aircraft of the Aces 12). London: Osprey Books, 1996, ISBN 1-85532-627-2.
- Price, Alfred. The Spitfire Story: Revised second edition. Enderby, Leicester, UK: Silverdale Books, 2002. ISBN 1-85605-702-X.
- Sarkar, Dilip. How the Spitfire Won the Battle of Britain. London: Amberly, 2011. ISBN 1-84868-868-7.
- Scutts, Jerry. Messerschmitt Bf 109: The Operational Record. Sarasota, FL: Crestline Publishers, 1996. ISBN 978-0-7603-0262-0.
- Ward, John. Hitler's Stuka Squadrons. London: Brown Reference, 2004. ISBN 0-7603-1991-X.
- Warner, G. The Bristol Blenheim: A Complete History. London: Crécy Publishing, xuất bản lần hai năm 2005. ISBN 0-85979-101-7.
- Weal, John. Messerschmitt Bf 110 Zerstōrer Aces of World War 2. Botley, Oxford UK: Osprey Publishing, 1999. ISBN 1-85532-753-8.